# The Joy of Painting/Episodenliste
Die Liste der The-Joy-of-Painting-Episoden (dt. etwa: Die Freude des Malens) umfasst alle vom Künstler Bob Ross moderierten Sendungen des Fernseh-Malkurses The Joy of Painting. Von 1983 bis 1994 wurden insgesamt 403 ca. 27 Minuten dauernde Folgen in 31 Staffeln (zu 13 Folgen je Staffel bei im Durchschnitt 3 Staffeln pro Jahr) produziert.

## 1983

### Staffel 1
| Nr. (ges.) | Nr. (St.) | Titel               | Regie      | Gäste      | Premiere USA  | Signatur                                                                   |
| --- | --------- | ------------------- | ---------- | ---------- | ------------- | -------------------------------------------------------------------------- |
| 1 | 1         | A Walk in the Woods | Jim Austin | –          | 11. Jan. 1983 | Bob Ross signiert das Bild links unten in Rot mit „Ross“.                  |
| Bob Ross malt einen Waldweg mit einer Pfütze. |           |                     |            |            |               |                                                                            |
| 2 | 2         | Mt. McKinley        | Jim Austin | –          | 11. Jan. 1983 | Während der Sendung kommt Bob Ross nicht mehr dazu, das Bild zu signieren. |
| Bob Ross malt einen See mit dem Mount McKinley im Hintergrund. |           |                     |            |            |               |                                                                            |
| 3 | 3         | Ebony Sunset        | Jim Austin | –          | 18. Jan. 1983 | Während der Sendung kommt Bob Ross nicht mehr dazu, das Bild zu signieren. |
| Bob Ross malt einen See mit Bäumen beim Sonnenuntergang. |           |                     |            |            |               |                                                                            |
| 4 | 4         | Winter Mist         | Jim Austin | –          | 25. Jan. 1983 | Bob Ross signiert das Bild links unten in Rot mit „Ross“.                  |
| Bob Ross malt ein verschneites Gebirge mit einer Hütte. |           |                     |            |            |               |                                                                            |
| 5 | 5         | Quiet Stream        | Jim Austin | –          | 1. Feb. 1983  | Bob Ross signiert das Bild links unten in Rot mit „Ross“.                  |
| Bob Ross malt einen Fluss mit bewaldetem Ufer. |           |                     |            |            |               |                                                                            |
| 6 | 6         | Winter Moon         | Jim Austin | –          | 8. Feb. 1983  | Bob Ross signiert das Bild links unten in Rot mit „Ross“.                  |
| Bob Ross malt ein verschneites Gebirge mit einem bewaldeten See und einer Hütte bei Mondschein. |           |                     |            |            |               |                                                                            |
| 7 | 7         | Autumn Mountains    | Jim Austin | –          | 15. Feb. 1983 | Bob Ross signiert das Bild links unten in Rot mit „Ross“.                  |
| Bob Ross malt einen See mit einem Gebirge im Hintergrund. |           |                     |            |            |               |                                                                            |
| 8 | 8         | Peaceful Valley     | Jim Austin | –          | 22. Feb. 1983 | Bob Ross signiert das Bild links unten in Rot mit „Ross“.                  |
| Bob Ross malt ein Gebirge und im Tal einen Wald. |           |                     |            |            |               |                                                                            |
| 9 | 9         | Seascape            | Jim Austin | –          | 1. März 1983  | Bob Ross signiert das Bild links unten in Rot mit „Ross“.                  |
| Bob Ross malt das Meer mit einem Strand mit Dünen. |           |                     |            |            |               |                                                                            |
| 10 | 10        | Mountain Lake       | Jim Austin | –          | 8. März 1983  | Bob Ross signiert das Bild links unten in Rot mit „Ross“.                  |
| Bob Ross malt ein Gebirge mit einem bewaldeten See. |           |                     |            |            |               |                                                                            |
| 11 | 11        | Winter Glow         | Jim Austin | –          | 15. März 1983 | Bob Ross signiert das Bild links unten in Rot mit „Ross“.                  |
| Bob Ross malt eine winterliche Landschaft mit Bäumen und einer Hütte bei Sonnenschein. |           |                     |            |            |               |                                                                            |
| 12 | 12        | Snow Fall           | Jim Austin | –          | 22. März 1983 | Während der Sendung kommt Bob Ross nicht mehr dazu, das Bild zu signieren. |
| Bob Ross malt ein Gebirge mit Bäumen und einem Fluss bei Schneefall. |           |                     |            |            |               |                                                                            |
| 13 | 13        | Final Reflections   | Jim Austin | Steve Ross | 29. März 1983 | Bob Ross signiert das Bild links unten in Rot mit „Ross“.                  |
| Bob Ross erklärt zu Beginn der Sendung, dass man sich entschlossen hat, eine Frage-und-Antwort-Sendung zu machen, da dies die letzte Episode der Staffel ist. Dabei sollen Zuschauerfragen beantwortet werden. Sein Sohn Steve werde die Fragen stellen. Bei der Beantwortung der Fragen malt er ein Bild mit Bergen und Bäumen. |           |                     |            |            |               |                                                                            |

### Staffel 2
| Nr. (ges.) | Nr. (St.) | Titel                    | Regie        | Gäste | Premiere USA  | Signatur                                                  |
| --- | --------- | ------------------------ | ------------ | ----- | ------------- | --------------------------------------------------------- |
| 14 | 1         | Meadow Lake              | Rick Roffman | –     | 31. Aug. 1983 | Bob Ross signiert das Bild links unten in Rot mit „Ross“. |
| Bob Ross malt einen uferbewachsenen See vor einem Berghintergrund. |           |                          |              |       |               |                                                           |
| 15 | 2         | Winter Sun               | Rick Roffman | –     | 7. Sep. 1983  | Bob Ross signiert das Bild links unten in Rot mit „Ross“. |
| Bob Ross malt einen mit schneebedeckten Bäumen gesäumten See im winterlichen Sonnenuntergang. |           |                          |              |       |               |                                                           |
| 16 | 3         | Ebony Sea                | Rick Roffman | –     | 14. Sep. 1983 | Bob Ross signiert das Bild links unten in Rot mit „Ross“. |
| Bob Ross malt ein an eine wiesenbewachsene Küste brandendes Meer. |           |                          |              |       |               |                                                           |
| 17 | 4         | Shades of Grey           | Rick Roffman | –     | 21. Sep. 1983 | Bob Ross signiert das Bild links unten in Rot mit „Ross“. |
| Bob Ross erklärt zu Beginn der Sendung, dass auch Farbenblinde malen können, weshalb er nur mit Grautönen malt. Er malt ein Gebirge mit einem Wald, einer Hütte und einem See. Am Ende der Sendung wird eine Variation dieses Bildes gezeigt. |           |                          |              |       |               |                                                           |
| 18 | 5         | Autumn Splendor          | Rick Roffman | –     | 28. Sep. 1983 | Bob Ross signiert das Bild links unten in Rot mit „Ross“. |
| Bob Ross malt einen bewaldeten Tümpel. |           |                          |              |       |               |                                                           |
| 19 | 6         | Black River              | Rick Roffman | –     | 5. Okt. 1983  | Bob Ross signiert das Bild links unten in Rot mit „Ross“. |
| Bob Ross malt einen dunklen Fluss, der durch einen Wald fließt. |           |                          |              |       |               |                                                           |
| 20 | 7         | Brown Mountain           | Rick Roffman | –     | 12. Okt. 1983 | Bob Ross signiert das Bild links unten in Rot mit „Ross“. |
| Bob Ross malt, um auf Zuschauerwünsche einzugehen die Rocky Mountains mit einem Wald und einem See. |           |                          |              |       |               |                                                           |
| 21 | 8         | Reflections              | Rick Roffman | –     | 19. Okt. 1983 | Bob Ross signiert das Bild links unten in Rot mit „Ross“. |
| Bob Ross malt einen großen uferbewachsenen See mit einem verschneiten Gebirge im Hintergrund, das sich auf der Wasseroberfläche spiegelt. |           |                          |              |       |               |                                                           |
| 22 | 9         | Black and White Seascape | Rick Roffman | –     | 26. Okt. 1983 | Bob Ross signiert das Bild links unten in Rot mit „Ross“. |
| Bob Ross malt das Meer bei starkem Seegang mit einem bewölkten Himmel. |           |                          |              |       |               |                                                           |
| 23 | 10        | Lazy River               | Rick Roffman | –     | 2. Nov. 1983  | Bob Ross signiert das Bild links unten in Rot mit „Ross“. |
| Bob Ross malt einen Fluss, der durch einen Wald fließt. |           |                          |              |       |               |                                                           |
| 24 | 11        | Black Waterfall          | Rick Roffman | –     | 9. Nov. 1983  | Bob Ross signiert das Bild links unten in Rot mit „Ross“. |
| Bob Ross malt einen Fluss mit einem Wasserfall, der durch einen Wald fließt mit einem bewölkten, dunklen Himmel. |           |                          |              |       |               |                                                           |
| 25 | 12        | Mountain Waterfall       | Rick Roffman | –     | 16. Nov. 1983 | Bob Ross signiert das Bild links unten in Rot mit „Ross“. |
| Bob Ross malt einen bewaldeten Fluss, der durch ein Gebirge fließt. |           |                          |              |       |               |                                                           |
| 26 | 13        | Final Grace              | Rick Roffman | –     | 23. Nov. 1983 | Bob Ross signiert das Bild links unten in Rot mit „Ross“. |
| Bob Ross malt einen Wald in einem Gebirge, durch den sich ein Fluss schlängelt. |           |                          |              |       |               |                                                           |

## 1984

### Staffel 3
| Nr. (ges.) | Nr. (St.) | Titel            | Regie        | Gäste      | Premiere USA  | Signatur                                                                     |
| --- | --------- | ---------------- | ------------ | ---------- | ------------- | ---------------------------------------------------------------------------- |
| 27 | 1         | Mountain Retreat | Rick Roffman | –          | 4. Jan. 1984  | Bob Ross signiert das Bild links unten in Rot mit „Ross“.                    |
| Bob Ross malt eine Hütte an einem See vor einem Berghintergrund. |           |                  |              |            |               |                                                                              |
| 28 | 2         | Blue Moon        | Rick Roffman | –          | 11. Jan. 1984 | Bob Ross signiert das Bild links unten in Rot mit „Ross“.                    |
| Bob Ross malt einen Palmenstrand im leicht bewölkten Vollmondschein. |           |                  |              |            |               |                                                                              |
| 29 | 3         | Bubbling Stream  | Rick Roffman | –          | 18. Jan. 1984 | Während der Sendung kommt Bob Ross nicht mehr dazu, das Bild zu signieren.   |
| Bob Ross malt einen über Steine fallenden Bach, der von wiesenbewachsenen und mit vereinzelten Bäumen versehenen Ufern gesäumt wird. |           |                  |              |            |               |                                                                              |
| 30 | 4         | Winter Night     | Rick Roffman | –          | 25. Jan. 1984 | Bob Ross signiert das Bild links unten in Rot mit „Ross“.                    |
| Bob Ross malt ein am Waldrand gelegenes Haus in einer verschneiten Nacht. |           |                  |              |            |               |                                                                              |
| 31 | 5         | Distant Hills    | Rick Roffman | –          | 1. Feb. 1984  | Während der Sendung kommt Bob Ross nicht mehr dazu, das Bild zu signieren.   |
| Bob Ross malt einen mäandrierenden Fluss bei Nebel mit einem Berg im Hintergrund. |           |                  |              |            |               |                                                                              |
| 32 | 6         | Covered Bridge   | Rick Roffman | –          | 8. Feb. 1984  | Bob Ross signiert das Bild links unten in Rot mit „Ross“.                    |
| Bob Ross malt eine überdachte Brücke über einen Bach, die Teil eines Wegs ist. |           |                  |              |            |               |                                                                              |
| 33 | 7         | Quiet Inlet      | Rick Roffman | –          | 15. Feb. 1984 | Bob Ross signiert das Bild links unten in Rot mit „Ross“.                    |
| Bob Ross malt eine Uferlandschaft mit einem Gebirge im Hintergrund. |           |                  |              |            |               |                                                                              |
| 34 | 8         | Night Light      | Rick Roffman | –          | 22. Feb. 1984 | Bob Ross signiert das Bild links unten in Rot mit „Ross“.                    |
| Bob Ross malt das Meer bei starkem Seegang mit einem Leuchtturm bei Nacht. Dabei handelt es sich um das Bild, das im Vorspann der Staffel zu sehen ist. |           |                  |              |            |               |                                                                              |
| 35 | 9         | The Old Mill     | Rick Roffman | –          | 29. Feb. 1984 | Bob Ross signiert das Bild links unten in Rot mit „Ross“.                    |
| Bob Ross malt eine alte Wassermühle an einem bewaldeten Fluss. |           |                  |              |            |               |                                                                              |
| 36 | 10        | Campfire         | Rick Roffman | –          | 7. März 1984  | Bob Ross signiert das Bild links unten in Rot mit „Ross“.                    |
| Bob Ross malt eine Szene am Lagerfeuer. Dies ist eines der wenigen Bilder, bei denen er eine Person andeutet. Bei dieser Gelegenheit erwähnt er, dass er – obwohl es entsprechende Zuschauerwünsche gegeben habe – keine Porträts malt, da ihm ein Freund, der Porträts malt geraten habe, Landschaften zu malen, da dies der Bereich sei, in dem er am talentiertesten sei.                                                        |           |                  |              |            |               |                                                                              |
| 37 | 11        | Rustic Barn      | Rick Roffman | –          | 14. März 1984 | Bob Ross signiert das Bild rechts unten in Rot mit „Ross“.                   |
| Bob Ross malt eine an einem See gelegene Scheune in einem Wald. |           |                  |              |            |               |                                                                              |
| 38 | 12        | Hidden Lake      | Rick Roffman | –          | 21. März 1984 | Bob Ross signiert das Bild links unten in Rot mit „Ross“.                    |
| Bob Ross malt einen See in einem Wald mit einem Gebirge im Hintergrund. |           |                  |              |            |               |                                                                              |
| 39 | 13        | Peaceful Waters  | Rick Roffman | Steve Ross | 28. März 1984 | Während der Sendung kommt Steve Ross nicht mehr dazu, das Bild zu signieren. |
| Bob Ross erklärt zu Beginn der Sendung, dass man sich entschlossen hat, zum Ende der Staffel erneut eine Frage-und-Antwort-Sendung zu machen, wie dies bereits bei der letzten Folge der ersten Staffel der Fall war. Dieses Mal tauschen er und sein Sohn Steve jedoch die Rollen, sodass Bob die Fragen vorliest und beantwortet. Bei der Beantwortung der Fragen malt Steve einen uferbewachsenen See vor einem Berghintergrund. |           |                  |              |            |               |                                                                              |

### Staffel 4
| Nr. (ges.) | Nr. (St.) | Titel              | Regie         | Gäste        | Premiere USA  | Signatur                                                                       |
| --- | --------- | ------------------ | ------------- | ------------ | ------------- | ------------------------------------------------------------------------------ |
| 40 | 1         | Purple Splendor    | Rick Roffman  | –            | 5. Sep. 1984  | Bob Ross signiert das Bild rechts unten in Rot mit „Ross“.                     |
| Bob Ross malt eine Winterlandschaft mit einer Blockhütte im Hintergrund eines Sees. |           |                    |               |              |               |                                                                                |
| 41 | 2         | Tranquil Valley    | Rick Roffman  | –            | 12. Sep. 1984 | Bob Ross signiert das Bild links unten in Rot mit „Ross“.                      |
| Bob Ross malt einen von Bäumen umsäumten See vor dem Hintergrund einer Berglandschaft. |           |                    |               |              |               |                                                                                |
| 42 | 3         | Majestic Mountains | Sally Schenck | –            | 19. Sep. 1984 | Während der Sendung kommt Bob Ross nicht mehr dazu, das Bild zu signieren.     |
| Bob Ross malt alpine Frühlingswiesen vor verschneiten Bergen. |           |                    |               |              |               |                                                                                |
| 43 | 4         | Winter Sawscape    | Rick Roffman  | Dorothy Dent | 26. Sep. 1984 | Während der Sendung kommt Dorothy Dent nicht mehr dazu, das Bild zu signieren. |
| Bob Ross stellt eingangs seine gute Freundin Dorothy Dent vor, die – um auf Zuschauerwünsche einzugehen – einmal das Malen von „Sawblades“, Bildern in Form eines Kreissägeblattes, zeigt. Dorothy malt ein Winter-Sawblade, ein Holzhaus in einer verschneiten Landschaft hinter einem Bach. |           |                    |               |              |               |                                                                                |
| 44 | 5         | Evening Seascape   | Rick Roffman  | –            | 3. Okt. 1984  | Bob Ross signiert das Bild links unten in Rot mit „Ross“.                      |
| Bob Ross malt eine baumbewachsene Meeresklippe vor wolkenverhangenem Nachthimmel. |           |                    |               |              |               |                                                                                |
| 45 | 6         | Warm Summer Day    | Rick Roffman  | –            | 10. Okt. 1984 | Bob Ross signiert das Bild links unten in Rot mit „Ross“.                      |
| Bob Ross malt einen Sommertag im Wald. |           |                    |               |              |               |                                                                                |
| 46 | 7         | Cabin in the Woods | Rick Roffman  | –            | 17. Okt. 1984 | Bob Ross signiert das Bild links unten in Rot mit „Ross“.                      |
| Bob Ross malt eine kleine Holzhütte in einer Waldlandschaft. Dabei handelt es sich um das Bild, das im Vorspann der Staffel zu sehen ist. |           |                    |               |              |               |                                                                                |
| 47 | 8         | Wetlands           | Rick Roffman  | –            | 24. Okt. 1984 | Während der Sendung kommt Bob Ross nicht mehr dazu, das Bild zu signieren.     |
| Bob Ross malt eine baumbesäumte Moorlandschaft. |           |                    |               |              |               |                                                                                |
| 48 | 9         | Cool Waters        | Rick Roffman  | –            | 31. Okt. 1984 | Während der Sendung kommt Bob Ross nicht mehr dazu, das Bild zu signieren.     |
| Bob Ross malt einen baumgesäumten Bergsee. |           |                    |               |              |               |                                                                                |
| 49 | 10        | Quiet Woods        | Rick Roffman  | –            | 7. Nov. 1984  | Bob Ross signiert das Bild links halb unten in Rot mit „Ross“.                 |
| Bob Ross malt eine von einem breiten Pfad durchschnittene Waldlandschaft. |           |                    |               |              |               |                                                                                |
| 50 | 11        | Northwest Majesty  | Rick Roffman  | Diane Andre  | 14. Nov. 1984 | Diane Andre signiert das Bild rechts unten in schwarz mit „Andre“.             |
| Bob Ross stellt eingangs seine gute Freundin Diane Andre vor. Diese malt eine Waldlandschaft vor schneebehangenen Bergen. |           |                    |               |              |               |                                                                                |
| 51 | 12        | Autumn Days        | Rick Roffman  | –            | 21. Nov. 1984 | Während der Sendung kommt Bob Ross nicht mehr dazu, das Bild zu signieren.     |
| Bob Ross malt einen Herbstwald um einen kleinen See. |           |                    |               |              |               |                                                                                |
| 52 | 13        | Mountain Challenge | Rick Roffman  | –            | 28. Nov. 1984 | Während der Sendung kommt Bob Ross nicht mehr dazu, das Bild zu signieren.     |
| Bob Ross malt eine Gebirgslandschaft mit einem uferbewachsenen Teich im Vordergrund. |           |                    |               |              |               |                                                                                |

## 1985

### Staffel 5
| Nr. (ges.) | Nr. (St.) | Titel              | Regie        | Gäste         | Premiere USA  | Signatur                                                                       |
| --- | --------- | ------------------ | ------------ | ------------- | ------------- | ------------------------------------------------------------------------------ |
| 53 | 1         | Mountain Waterfall | Rick Roffman | –             | 2. Jan. 1985  | Während der Sendung kommt Bob Ross nicht mehr dazu, das Bild zu signieren.     |
| Bob Ross malt einen wiesenumsäumten Bergsee, der im Hintergrund aus einem kleinen Wasserfall gespeist wird. |           |                    |              |               |               |                                                                                |
| 54 | 2         | Twilight Meadow    | Rick Roffman | –             | 9. Jan. 1985  | Bob Ross signiert das Bild links halb unten in Rot mit „Ross“.                 |
| Bob Ross malt einen wiesenumsäumten See vor blauem Himmel. |           |                    |              |               |               |                                                                                |
| 55 | 3         | Mountain Blossoms  | Rick Roffman | Dana Jester   | 16. Jan. 1985 | Dana Jester signiert das Bild links unten in Schwarz mit „Jester“.             |
| Bob Ross stellt eingangs seinen guten Freund Dana Jester vor. Dieser malt eine Winterwaldlandschaft vor schneebehangenen Bergen. |           |                    |              |               |               |                                                                                |
| 56 | 4         | Winter Stillness   | Rick Roffman | –             | 23. Jan. 1985 | Während der Sendung kommt Bob Ross nicht mehr dazu, das Bild zu signieren.     |
| Bob Ross malt eine winterliche Landschaft mit einem von Bäumen umgebenen kleinen Fluss. Dabei handelt es sich um eine Variation des Bildes, das im Vorspann der Staffel zu sehen ist.                                                                     |           |                    |              |               |               |                                                                                |
| 57 | 5         | Quiet Pond         | Rick Roffman | –             | 30. Jan. 1985 | Bob Ross signiert das Bild links unten in Rot mit „Ross“.                      |
| Bob Ross malt einen kleinen Teich in einer Waldlichtung. |           |                    |              |               |               |                                                                                |
| 58 | 6         | Ocean Sunrise      | Rick Roffman | Audrey Golden | 6. Feb. 1985  | Audrey Golden signiert das Bild rechts unten in Lavendel mit „Audrey Golden“.  |
| Bob Ross stellt eingangs seine gute Freundin Audrey Golden vor. Diese malt einen Sonnenaufgang am Meeresstrand. |           |                    |              |               |               |                                                                                |
| 59 | 7         | Bubbling Brook     | Rick Roffman | –             | 13. Feb. 1985 | Bob Ross signiert das Bild links unten in Rot mit „Ross“.                      |
| Bob Ross malt einen Bach mit Bäumen am grasbewachsenen Ufer. |           |                    |              |               |               |                                                                                |
| 60 | 8         | Arizona Splendor   | Rick Roffman | –             | 20. Feb. 1985 | Bob Ross signiert das Bild links unten in Rot mit „Ross“.                      |
| Bob Ross malt einen uferbewachsenen Fluss mit kahlen Bäumen und einem Berg im Hintergrund. |           |                    |              |               |               |                                                                                |
| 61 | 9         | Anatomy of a Wave  | Rick Roffman | Joyce Ortner  | 27. Feb. 1985 | Joyce Ortner signiert das Bild rechts unten in Schwarz mit „Ortner“.           |
| Bob Ross stellt eingangs seine gute Freundin Joyce Ortner vor, deren Spezialgebiet Meereslandschaften sind. Diese malt eine Meereswelle mit Vögeln am Himmel.                                                                                             |           |                    |              |               |               |                                                                                |
| 62 | 10        | The Windmill       | Rick Roffman | –             | 6. März 1985  | Bob Ross signiert das Bild links unten in Rot mit „Ross“.                      |
| Bob Ross malt eine Windmühle in einer Steppe mit zwei Gebäuden im Hintergrund. |           |                    |              |               |               |                                                                                |
| 63 | 11        | Autumn Glory       | Rick Roffman | –             | 13. März 1985 | Während der Sendung kommt Bob Ross nicht mehr dazu, das Bild zu signieren.     |
| Bob Ross malt eine Herbstlandschaft mit einem zwischen Bäumen liegenden See mit einem Berg im Hintergrund. |           |                    |              |               |               |                                                                                |
| 64 | 12        | Indian Girl        | Rick Roffman | Ferne Sirois  | 20. März 1985 | Während der Sendung kommt Ferne Sirois nicht mehr dazu, das Bild zu signieren. |
| Bob Ross stellt eingangs seine gute Freundin Ferne Sirois vor, die – um auf Zuschauerwünsche einzugehen – einmal das Malen von Porträts zeigt. Ferne malt ein junges Indianerkind. Dieses Bild ist das erste der Serie, auf dem ein Gesicht zu sehen ist. |           |                    |              |               |               |                                                                                |
| 65 | 13        | Meadow Stream      | Rick Roffman | –             | 27. März 1985 | Bob Ross signiert das Bild links unten in Rot mit „Ross“.                      |
| Bob Ross malt eine Hütte auf einer Wiese mit einem Bach. |           |                    |              |               |               |                                                                                |

### Staffel 6
| Nr. (ges.) | Nr. (St.) | Titel             | Regie        | Gäste | Premiere USA  | Signatur                                                                   |
| --- | --------- | ----------------- | ------------ | ----- | ------------- | -------------------------------------------------------------------------- |
| 66 | 1         | Blue River        | Rick Roffman | –     | 1. Mai 1985   | Bob Ross signiert das Bild links unten in Rot mit „Ross“.                  |
| Bob Ross malt einen Fluss, der sich durch eine mit Bäumen bewachsene Hügellandschaft schlängelt. Dabei handelt es sich um das Bild, das im Vorspann der Staffel zu sehen ist. |           |                   |              |       |               |                                                                            |
| 67 | 2         | Nature's Edge     | Rick Roffman | –     | 8. Mai 1985   | Während der Sendung kommt Bob Ross nicht mehr dazu, das Bild zu signieren. |
| Bob Ross malt zwei Häuser an einem von Bäumen umgebenen Teich in einem Tal.                                                                                                   |           |                   |              |       |               |                                                                            |
| 68 | 3         | Morning Mist      | Rick Roffman | –     | 15. Mai 1985  | Bob Ross signiert das Bild links halb unten in Rot mit „Ross“.             |
| Bob Ross malt einen mäandrierenden Fluss mit Nadelbäumen am Ufer und einem Berg im Hintergrund.                                                                               |           |                   |              |       |               |                                                                            |
| 69 | 4         | Whispering Stream | Rick Roffman | –     | 22. Mai 1985  | Bob Ross signiert das Bild links unten in Rot mit „Ross“.                  |
| Bob Ross malt einen kleinen Fluss, an dessen Ufer Bäume stehen. |           |                   |              |       |               |                                                                            |
| 70 | 5         | Secluded Forest   | Rick Roffman | –     | 29. Mai 1985  | Während der Sendung kommt Bob Ross nicht mehr dazu, das Bild zu signieren. |
| Bob Ross malt einen Nadelwald mit einem kleinen Tümpel. |           |                   |              |       |               |                                                                            |
| 71 | 6         | Snow Trail        | Rick Roffman | –     | 5. Juni 1985  | Bob Ross signiert das Bild links unten in Rot mit „Ross“.                  |
| Bob Ross malt eine winterliche Landschaft am Waldesrand. |           |                   |              |       |               |                                                                            |
| 72 | 7         | Arctic Beauty     | Rick Roffman | –     | 12. Juni 1985 | Während der Sendung kommt Bob Ross nicht mehr dazu, das Bild zu signieren. |
| Bob Ross malt eine winterliche Landschaft mit einem Fluss mit einem kleinen Wasserfall und einem Gebirge im Hintergrund.                                                      |           |                   |              |       |               |                                                                            |
| 73 | 8         | Horizons West     | Rick Roffman | –     | 19. Juni 1985 | Bob Ross signiert das Bild links unten in Rot mit „Ross“.                  |
| Bob Ross malt einen uferbewachsenen Fluss mit einem Berg im Hintergrund bei Sonnenuntergang.                                                                                  |           |                   |              |       |               |                                                                            |
| 74 | 9         | High Chateau      | Rick Roffman | –     | 26. Juni 1985 | Bob Ross signiert das Bild links unten in Rot mit „Ross“.                  |
| Bob Ross malt ein Haus mit einem Weg am Waldrand. |           |                   |              |       |               |                                                                            |
| 75 | 10        | Country Life      | Rick Roffman | –     | 2. Juli 1985  | Bob Ross signiert das Bild links unten in Rot mit „Ross“.                  |
| Bob Ross malt einen Bauernhof mit einer umzäunten Weide. |           |                   |              |       |               |                                                                            |
| 76 | 11        | Western Expanse   | Rick Roffman | –     | 9. Juli 1985  | Während der Sendung kommt Bob Ross nicht mehr dazu, das Bild zu signieren. |
| Bob Ross malt einen Fluss, an dem ein Baum wächst mit einem Gebirge am Horizont und einem bewölkten Himmel.                                                                   |           |                   |              |       |               |                                                                            |
| 77 | 12        | Marshlands        | Rick Roffman | –     | 16. Juli 1985 | Während der Sendung kommt Bob Ross nicht mehr dazu, das Bild zu signieren. |
| Bob Ross malt eine Marschlandschaft mit einem kleinen Fluss und einigen Bäumen am Ufer.                                                                                       |           |                   |              |       |               |                                                                            |
| 78 | 13        | Blaze of Color    | Rick Roffman | –     | 23. Juli 1985 | Bob Ross signiert das Bild links unten in Rot mit „Ross“.                  |
| Bob Ross malt einen kleinen Fluss in einer Graslandschaft mit einzelnen Bäumen.                                                                                               |           |                   |              |       |               |                                                                            |

### Staffel 7
| Nr. (ges.) | Nr. (St.) | Titel               | Regie         | Gäste      | Premiere USA  | Signatur                                                                    |
| --- | --------- | ------------------- | ------------- | ---------- | ------------- | --------------------------------------------------------------------------- |
| 79 | 1         | Winter Cabin        | Sally Schenck | –          | 2. Okt. 1985  | Bob Ross signiert das Bild rechts unten in Rot mit „Ross“.                  |
| Bob Ross malt eine Hütte in einer winterlichen Landschaft mit einigen Bäumen im Hintergrund. |           |                     |               |            |               |                                                                             |
| 80 | 2         | Secluded Lake       | Sally Schenck | –          | 9. Okt. 1985  | Bob Ross signiert das Bild links unten in Rot mit „Ross“.                   |
| Bob Ross malt einen See, der am Rand eines kleinen Waldes liegt mit Büschen am Ufer |           |                     |               |            |               |                                                                             |
| 81 | 3         | Evergreen at Sunset | Sally Schenck | –          | 16. Okt. 1985 | Bob Ross signiert das Bild links unten in Rot mit „Ross“.                   |
| Bob Ross malt einen Sonnenuntergang, betrachtet aus einem bewaldeten Tal. |           |                     |               |            |               |                                                                             |
| 82 | 4         | Mountain Cabin      | Sally Schenck | –          | 23. Okt. 1985 | Während der Sendung kommt Bob Ross nicht mehr dazu, das Bild zu signieren.  |
| Bob Ross malt eine Hütte an einem mit Bäumen bewachsenen Fluss mit einem Berg im Hintergrund. |           |                     |               |            |               |                                                                             |
| 83 | 5         | Portrait of Sally   | Sally Schenck | Ben Stahl  | 30. Okt. 1985 | Während der Sendung kommt Ben Stahl nicht mehr dazu, das Bild zu signieren. |
| Bob Ross stellt eingangs seinen Kollegen Ben Stahl vor, der einmal das Malen von Porträts zeigt. Stahl war mit seiner Sendung Journey into Art with Ben Stahl ebenfalls im Fernsehen zu sehen. Während der Einleitung werden sieben andere Bilder von Ben Stahl gezeigt. Stahl malt eine junge Frau mit Kopftuch vor einem bunten Hintergrund. |           |                     |               |            |               |                                                                             |
| 84 | 6         | Misty Waterfall     | Sally Schenck | –          | 6. Nov. 1985  | Während der Sendung kommt Bob Ross nicht mehr dazu, das Bild zu signieren.  |
| Bob Ross malt – um auf Zuschauerwünsche einzugehen – erneut einen Wasserfall, welcher von Bäumen umgeben ist. |           |                     |               |            |               |                                                                             |
| 85 | 7         | Barn at Sunset      | Sally Schenck | –          | 13. Nov. 1985 | Während der Sendung kommt Bob Ross nicht mehr dazu, das Bild zu signieren.  |
| Bob Ross malt eine von Bäumen umgebene Scheune in einer winterlichen Landschaft bei Sonnenuntergang. |           |                     |               |            |               |                                                                             |
| 86 | 8         | Mountain Splendor   | Sally Schenck | –          | 20. Nov. 1985 | Während der Sendung kommt Bob Ross nicht mehr dazu, das Bild zu signieren.  |
| Bob Ross malt einen Berg vor zwei Seen, an deren Ufer einige Bäume stehen. Dabei handelt es sich um eine Variation des Bildes, das im Vorspann der Staffel zu sehen ist. |           |                     |               |            |               |                                                                             |
| 87 | 9         | Lake by Mountain    | Sally Schenck | Steve Ross | 27. Nov. 1985 | Steve Ross signiert das Bild rechts unten in Rot mit „Ross“.                |
| Bob Ross erklärt zu Beginn der Sendung, dass – um auf Zuschauerwünsche einzugehen – erneut sein Sohn Steve ein Bild malen wird. Steve malt einen See mit einigen Bäumen am Ufer und einem verschneiten Gebirge im Hintergrund. |           |                     |               |            |               |                                                                             |
| 88 | 10        | Mountain Glory      | Sally Schenck | –          | 4. Dez. 1985  | Während der Sendung kommt Bob Ross nicht mehr dazu, das Bild zu signieren.  |
| Bob Ross malt – um auf Zuschauerwünsche einzugehen – einen Berg mit schneebedeckten Gipfeln und einer Graslandschaft mit einzelnen Bäumen im Vordergrund. |           |                     |               |            |               |                                                                             |
| 89 | 11        | Grey Winter         | Sally Schenck | –          | 11. Dez. 1985 | Während der Sendung kommt Bob Ross nicht mehr dazu, das Bild zu signieren.  |
| Bob Ross malt eine Winterlandschaft mit einigen Bäumen und bedecktem Himmel. |           |                     |               |            |               |                                                                             |
| 90 | 12        | Dock Scene          | Sally Schenck | –          | 18. Dez. 1985 | Während der Sendung kommt Bob Ross nicht mehr dazu, das Bild zu signieren.  |
| Bob Ross malt Gebäude an einem Hafen und ein kleines Boot am Steg. |           |                     |               |            |               |                                                                             |
| 91 | 13        | Dark Waterfall      | Sally Schenck | –          | 25. Dez. 1985 | Während der Sendung kommt Bob Ross nicht mehr dazu, das Bild zu signieren.  |
| Bob Ross malt einen kleinen Wasserfall als Teil eines Flusses, der von Bäumen umgeben ist. |           |                     |               |            |               |                                                                             |

## 1986

### Staffel 8
| Nr. (ges.) | Nr. (St.) | Titel                   | Regie         | Gäste      | Premiere USA  | Signatur                                                                     |
| --- | --------- | ----------------------- | ------------- | ---------- | ------------- | ---------------------------------------------------------------------------- |
| 92 | 1         | Misty Rolling Hills     | Sally Schenck | –          | 2. Jan. 1986  | Während der Sendung kommt Bob Ross nicht mehr dazu, das Bild zu signieren.   |
| Bob Ross malt eine Senke mit einigen Nadelbäumen und im Hintergrund einen Berg. |           |                         |               |            |               |                                                                              |
| 93 | 2         | Lakeside Cabin          | Sally Schenck | –          | 9. Jan. 1986  | Bob Ross signiert das Bild links unten in Rot mit „Ross“.                    |
| Bob Ross malt ein ovales Bild mit einer Hütte an einem See, der von Bäumen umgeben ist.                                                                                            |           |                         |               |            |               |                                                                              |
| 94 | 3         | Warm Winter Day         | Sally Schenck | –          | 16. Jan. 1986 | Bob Ross signiert das Bild links unten in Rot mit „Ross“.                    |
| Bob Ross malt eine Hütte in einer Schneelandschaft mit Bäumen bei Sonnenschein. |           |                         |               |            |               |                                                                              |
| 95 | 4         | Waterside Way           | Sally Schenck | –          | 23. Jan. 1986 | Während der Sendung kommt Bob Ross nicht mehr dazu, das Bild zu signieren.   |
| Bob Ross malt einen Weg an einem von Bäumen umgebenen Fluss. |           |                         |               |            |               |                                                                              |
| 96 | 5         | Hunter's Haven          | Sally Schenck | –          | 30. Jan. 1986 | Während der Sendung kommt Bob Ross nicht mehr dazu, das Bild zu signieren.   |
| Bob Ross malt eine Hütte an einem See mit einigen Nadelbäumen im Hintergrund bei Herbstwetter.                                                                                     |           |                         |               |            |               |                                                                              |
| 97 | 6         | Bubbling Mountain Brook | Sally Schenck | –          | 6. Feb. 1986  | Während der Sendung kommt Bob Ross nicht mehr dazu, das Bild zu signieren.   |
| Bob Ross malt einen uferbewachsenen Gebirgsbach mit einem Berg im Hintergrund. |           |                         |               |            |               |                                                                              |
| 98 | 7         | Winter Hideaway         | Sally Schenck | –          | 13. Feb. 1986 | Während der Sendung kommt Bob Ross nicht mehr dazu, das Bild zu signieren.   |
| Bob Ross malt eine Hütte in einer verschneiten Winterlandschaft mit mehreren Bäumen. Dabei handelt es sich um eine Variation des Bildes, das im Vorspann der Staffel zu sehen ist. |           |                         |               |            |               |                                                                              |
| 99 | 8         | Foot of the Mountain    | Sally Schenck | –          | 20. Feb. 1986 | Während der Sendung kommt Bob Ross nicht mehr dazu, das Bild zu signieren.   |
| Bob Ross malt eine Hütte an einem Fluss mit Bäumen vor einem schneebedeckten Berg.                                                                                                 |           |                         |               |            |               |                                                                              |
| 100 | 9         | Majestic Pine           | Sally Schenck | –          | 27. Feb. 1986 | Während der Sendung kommt Bob Ross nicht mehr dazu, das Bild zu signieren.   |
| Bob Ross bedankt sich zu Beginn der Sendung bei den Zuschauern, da dies die 100. Folge der Serie ist. Er malt eine große Kiefer vor einer Graslandschaft mit einzelnen Bäumen.     |           |                         |               |            |               |                                                                              |
| 101 | 10        | Cactus at Sunset        | Sally Schenck | –          | 6. März 1986  | Bob Ross signiert das Bild links unten in Rot mit „Ross“.                    |
| Bob Ross malt – nach der Idee eines Zuschauers aus Arizona – eine Wüstenlandschaft mit mehreren Kakteen bei Sonnenuntergang.                                                       |           |                         |               |            |               |                                                                              |
| 102 | 11        | Mountain Range          | Sally Schenck | Steve Ross | 13. März 1986 | Während der Sendung kommt Steve Ross nicht mehr dazu, das Bild zu signieren. |
| Bob Ross stellt eingangs seinen Sohn Steve vor. Dieser malt einen uferbewachsenen Fluss mit einem Berg im Hintergrund.                                                             |           |                         |               |            |               |                                                                              |
| 103 | 12        | Lonely Retreat          | Sally Schenck | –          | 20. März 1986 | Während der Sendung kommt Bob Ross nicht mehr dazu, das Bild zu signieren.   |
| Bob Ross malt eine Hütte in einer von Bäumen umgebenen, schneebedeckten Lichtung.                                                                                                  |           |                         |               |            |               |                                                                              |
| 104 | 13        | Northern Lights         | Sally Schenck | –          | 27. März 1986 | Während der Sendung kommt Bob Ross nicht mehr dazu, das Bild zu signieren.   |
| Bob Ross malt eine Hütte an einem See in einer Polarlandschaft mit einem Berg im Hintergrund. Am Himmel sind Polarlichter zu sehen.                                                |           |                         |               |            |               |                                                                              |

### Staffel 9
| Nr. (ges.) | Nr. (St.) | Titel                    | Regie         | Gäste | Premiere USA     | Signatur                                                                   |
| --- | --------- | ------------------------ | ------------- | ----- | ---------------- | -------------------------------------------------------------------------- |
| 105 | 1         | Winter Evergreen         | Sally Schenck | –     | 30. Apr. 1986/—1 | Während der Sendung kommt Bob Ross nicht mehr dazu das Bild zu signieren.  |
| Bob Ross malt eine Wintergebirgslandschaft mit einem kleinen See im Vordergrund und einem Sonnenuntergang über den Bergen im Hintergrund. |           |                          |               |       |                  |                                                                            |
| 106 | 2         | Surf’s Up                | Sally Schenck | –     | 7. Mai 1986/—1   | Bob Ross signiert das Bild links unten in Rot mit „Ross“.                  |
| Bob Ross malt eine Meeresbrandung. |           |                          |               |       |                  |                                                                            |
| 107 | 3         | Red Sunset               | Sally Schenck | –     | 14. Mai 1986/—1  | Bob Ross signiert das Bild links unten in Rot mit „Ross“.                  |
| Bob Ross malt eine umwaldete, verfallene Holzhütte an einem See im Sonnenuntergang.                                                       |           |                          |               |       |                  |                                                                            |
| 108 | 4         | Meadow Road              | Sally Schenck | –     | 21. Mai 1986/—1  | Während der Sendung kommt Bob Ross nicht mehr dazu, das Bild zu signieren. |
| Bob Ross malt einen tannengesäumten Feldweg, der auf verschneite Berge zuläuft.                                                           |           |                          |               |       |                  |                                                                            |
| 109 | 5         | Winter Oval              | Sally Schenck | –     | 28. Mai 1986/—1  | Bob Ross signiert das Bild links unten in Rot mit „Ross“.                  |
| Bob Ross malt ein Ovalbild mit dem Motiv einer Holzhütte an einem winterlichen Bergsee. Links ragen einige Tannen aus dem Oval heraus.    |           |                          |               |       |                  |                                                                            |
| 110 | 6         | Secluded Beach           | Sally Schenck | –     | 4. Juni 1986/—1  | Bob Ross signiert das Bild links unten in Rot mit „Ross“.                  |
| Bob Ross malt eine Meeresbrandung im Zwielicht.                                                                                           |           |                          |               |       |                  |                                                                            |
| 111 | 7         | Forest Hills             | Sally Schenck | –     | 11. Juni 1986/—1 | Während der Sendung kommt Bob Ross nicht mehr dazu, das Bild zu signieren. |
| Bob Ross malt einen baumgesäumten See mit Bergen im Hintergrund.                                                                          |           |                          |               |       |                  |                                                                            |
| 112 | 8         | Little House by the Road | Sally Schenck | –     | 18. Juni 1986/—1 | Während der Sendung kommt Bob Ross nicht mehr dazu, das Bild zu signieren. |
| Bob Ross malt ein kleines Holzhaus an einem Weg, von dem es durch einen Holzzaun getrennt ist.                                            |           |                          |               |       |                  |                                                                            |
| 113 | 9         | Mountain Path            | Sally Schenck | –     | 25. Juni 1986/—1 | Bob Ross signiert das Bild links unten in Rot mit „Ross“.                  |
| Bob Ross malt einen pflanzenbesäumten Fluss, der auf einen Berg im Hintergrund zufließt.                                                  |           |                          |               |       |                  |                                                                            |
| 114 | 10        | Country Charm            | Sally Schenck | –     | 2. Juli 1986/—1  | Während der Sendung kommt Bob Ross nicht mehr dazu, das Bild zu signieren. |
| Bob Ross malt ein kleines Holzhäuschen an einem Weg in ländlicher Umgebung.                                                               |           |                          |               |       |                  |                                                                            |
| 115 | 11        | Nature's Paradise        | Sally Schenck | –     | 9. Juli 1986/—1  | Während der Sendung kommt Bob Ross nicht mehr dazu, das Bild zu signieren. |
| Bob Ross malt einen baumgesäumten See mit einem Berg im Hintergrund.                                                                      |           |                          |               |       |                  |                                                                            |
| 116 | 12        | Mountain by the Sea      | Sally Schenck | –     | 16. Juli 1986/—1 | Während der Sendung kommt Bob Ross nicht mehr dazu, das Bild zu signieren. |
| Bob Ross malt einen weitläufigen Bergsee vor schneebedeckten Hügeln.                                                                      |           |                          |               |       |                  |                                                                            |
| 117 | 13        | Mountain Hideaway        | Sally Schenck | –     | 23. Juli 1986/—1 | Während der Sendung kommt Bob Ross nicht mehr dazu, das Bild zu signieren. |
| Bob Ross malt einen Bach, der über Steinterrassen fallend durch einen Wald von einem Berg wegläuft.                                       |           |                          |               |       |                  |                                                                            |

### Staffel 10
| Nr. (ges.)                                                                            | Nr. (St.) | Titel             | Regie         | Gäste | Premiere USA   | Signatur                                                  |
| ------------------------------------------------------------------------------------- | --------- | ----------------- | ------------- | ----- | -------------- | --------------------------------------------------------- |
| 118                                                                                   | 1         | Towering Peaks    | Sally Schenck | –     | 3. Sep. 19862  | Bob Ross signiert das Bild links unten in Rot mit „Ross“. |
| Bob Ross malt einen von Bäumen und Büschen umgebenen See vor einem verschneiten Berg. |           |                   |               |       |                |                                                           |
| 119                                                                                   | 2         | Cabin at Sunset   | ?             | ?     | 10. Sep. 19862 | ?                                                         |
| ?                                                                                     |           |                   |               |       |                |                                                           |
| 120                                                                                   | 3         | Twin Falls        | ?             | ?     | 17. Sep. 19862 | ?                                                         |
| ?                                                                                     |           |                   |               |       |                |                                                           |
| 121                                                                                   | 4         | Secluded Bridge   | ?             | ?     | 24. Sep. 19862 | ?                                                         |
| ?                                                                                     |           |                   |               |       |                |                                                           |
| 122                                                                                   | 5         | Ocean Breeze      | ?             | ?     | 1. Okt. 19862  | ?                                                         |
| ?                                                                                     |           |                   |               |       |                |                                                           |
| 123                                                                                   | 6         | Autumn Woods      | ?             | ?     | 8. Okt. 19862  | ?                                                         |
| ?                                                                                     |           |                   |               |       |                |                                                           |
| 124                                                                                   | 7         | Winter Solitude   | ?             | ?     | 15. Okt. 19862 | ?                                                         |
| ?                                                                                     |           |                   |               |       |                |                                                           |
| 125                                                                                   | 8         | Golden Sunset     | ?             | ?     | 22. Okt. 19862 | ?                                                         |
| ?                                                                                     |           |                   |               |       |                |                                                           |
| 126                                                                                   | 9         | Mountain Oval     | ?             | ?     | 29. Okt. 19862 | ?                                                         |
| ?                                                                                     |           |                   |               |       |                |                                                           |
| 127                                                                                   | 10        | Ocean Sunset      | ?             | ?     | 5. Nov. 19862  | ?                                                         |
| ?                                                                                     |           |                   |               |       |                |                                                           |
| 128                                                                                   | 11        | Triple View       | ?             | ?     | 12. Nov. 19862 | ?                                                         |
| ?                                                                                     |           |                   |               |       |                |                                                           |
| 129                                                                                   | 12        | Winter Frost      | ?             | ?     | 19. Nov. 19862 | ?                                                         |
| ?                                                                                     |           |                   |               |       |                |                                                           |
| 130                                                                                   | 13        | Cabin by Lakeside | ?             | ?     | 26. Nov. 19862 | ?                                                         |
| ?                                                                                     |           |                   |               |       |                |                                                           |

## 1987

### Staffel 11
| Nr. (ges.) | Nr. (St.) | Titel                 | Regie | Gäste | Premiere USA  | Signatur |
| ---------- | --------- | --------------------- | ----- | ----- | ------------- | -------- |
| 131        | 1         | Mountain Stream       | ?     | ?     | 30. Dez. 1986 | ?        |
| ?          |           |                       |       |       |               |          |
| 132        | 2         | Country Cabin         | ?     | ?     | 7. Jan. 1987? | ?        |
| ?          |           |                       |       |       |               |          |
| 133        | 3         | Daisy Delight         | ?     | ?     | ?             | ?        |
| ?          |           |                       |       |       |               |          |
| 134        | 4         | Hidden Stream         | ?     | ?     | ?             | ?        |
| ?          |           |                       |       |       |               |          |
| 135        | 5         | Towering Glacier      | ?     | ?     | ?             | ?        |
| ?          |           |                       |       |       |               |          |
| 136        | 6         | Oval Barn             | ?     | ?     | ?             | ?        |
| ?          |           |                       |       |       |               |          |
| 137        | 7         | Lakeside Path         | ?     | ?     | ?             | ?        |
| ?          |           |                       |       |       |               |          |
| 138        | 8         | Sunset Oval           | ?     | ?     | ?             | ?        |
| ?          |           |                       |       |       |               |          |
| 139        | 9         | Winter Barn           | ?     | ?     | ?             | ?        |
| ?          |           |                       |       |       |               |          |
| 140        | 10        | Sunset Over the Waves | ?     | ?     | ?             | ?        |
| ?          |           |                       |       |       |               |          |
| 141        | 11        | Golden Glow           | ?     | ?     | ?             | ?        |
| ?          |           |                       |       |       |               |          |
| 142        | 12        | Roadside Barn         | ?     | ?     | ?             | ?        |
| ?          |           |                       |       |       |               |          |
| 143        | 13        | Happy Accident        | ?     | ?     | ?             | ?        |
| ?          |           |                       |       |       |               |          |

### Staffel 12
| Nr. (ges.) | Nr. (St.) | Titel                | Regie         | Gäste | Premiere USA     | Signatur |
| --- | --------- | -------------------- | ------------- | ----- | ---------------- | --- |
| 144 | 1         | Golden Knoll         | Sally Schenck | –     | 29. Apr. 1987/—1 | Bob Ross signiert das Bild links unten in Rot mit „Ross“. |
| Bob Ross malt eine Hütte an einem Bergweg bei niedrigstehender Sonne. |           |                      |               |       |                  | |
| 145 | 2         | Mountain Reflections | Sally Schenck | –     | 6. Mai 1987/—1   | Während der Sendung kommt Bob Ross nicht mehr dazu das Bild zu signieren.                                                                                                |
| Bob Ross malt einen See, in dem sich das bewachsene Ufer spiegelt. Im Hintergrund ein Berg |           |                      |               |       |                  | |
| 146 | 3         | Secluded Mountain    | Sally Schenck | –     | 13. Mai 1987/—1  | Während der Sendung kommt Bob Ross nicht mehr dazu das Bild zu signieren.                                                                                                |
| Bob Ross malt, vor dem Hintergrund eines Berges, einen Fluss, der durch einen Wald fließt. |           |                      |               |       |                  | |
| 147 | 4         | Bright Autumn Trees  | Sally Schenck | –     | 20. Mai 1987/—1  | Während der Sendung kommt Bob Ross nicht mehr dazu das Bild zu signieren.                                                                                                |
| Bob Ross malt leuchtende Herbstbäume in der Nähe eines Sees. |           |                      |               |       |                  | |
| 148 | 5         | Black Seascape       | Sally Schenck | –     | 27. Mai 1987/—1  | Bob Ross signiert das Bild links unten in Rot mit „Ross“. |
| Bob Ross malt eine Meeresbrandung in dunkler Nacht. |           |                      |               |       |                  | |
| 149 | 6         | Steep Mountains      | Sally Schenck | –     | 3. Juni 1987/—1  | Während der Sendung kommt Bob Ross nicht mehr dazu das Bild zu signieren.                                                                                                |
| Bob Ross malt einen See in der Natur, an dem eine kleine Holzhütte steht. Im Hintergrund ein Gebirge. |           |                      |               |       |                  | |
| 150 | 7         | Quiet Mountain River | Sally Schenck | –     | 10. Juni 1987/—1 | Während der Sendung kommt Bob Ross nicht mehr dazu das Bild zu signieren.                                                                                                |
| Bob Ross malt einen Bach, der durch ein Gebirge auf eine Baumgruppe zufließt. |           |                      |               |       |                  | |
| 151 | 8         | Evening Waterfall    | Sally Schenck | –     | 17. Juni 1987/—1 | Bob Ross signiert das Bild links unten in Rot mit „Ross“. |
| Bob Ross malt einen Bachlauf, der bei Nacht durch einen Wald fließt und sich im Vordergrund als kleiner Wasserfall über einige Steine bricht. Das Bild ist in einen schwarzen gemalten Rahmen gehalten, über den Bob Ross den Bach am unteren Bildrand hinausfließen lässt. |           |                      |               |       |                  | |
| 152 | 9         | Tropical Seascape    | Sally Schenck | –     | 24. Juni 1987/—1 | Während der Sendung kommt Bob Ross nicht mehr dazu das Bild zu signieren.                                                                                                |
| Bob Ross malt einen kurzen Strandabschnitt mit zwei Palmen, an dem im Sonnenuntergang das Meer branded. |           |                      |               |       |                  | |
| 153 | 10        | Mountain At Sunset   | Sally Schenck | –     | 1. Juli 1987/—1  | Obgleich Bob Ross während der Sendung nicht mehr dazu kommt, das Bild zu signieren, sieht man in der abschließenden Großaufnahme unten links in Rot die Signatur „Ross“. |
| Bob Ross malt einen See im Gebirge bei Sonnenuntergang. |           |                      |               |       |                  | |
| 154 | 11        | Soft Mountain Glow   | Sally Schenck | –     | 8. Juli 1987/—1  | Während der Sendung kommt Bob Ross nicht mehr dazu das Bild zu signieren.                                                                                                |
| Bob Ross malt einen baumbewachsenen See vor dem Hintergrund schneebedeckter Berge im Dämmerlicht. |           |                      |               |       |                  | |
| 155 | 12        | Mountain In An Oval  | Sally Schenck | –     | 15. Juli 1987/—1 | Während der Sendung kommt Bob Ross nicht mehr dazu das Bild zu signieren.                                                                                                |
| Bob Ross malt in einem Oval einen breiten Fluss. Zur Linken schneebedeckte Berge, zur Rechten waldbewachsenes Ufer. Rechts im Vordergrund wachsen Pflanzen aus dem Oval heraus.                                                                                             |           |                      |               |       |                  | |
| 156 | 13        | Winter Mountain      | Sally Schenck | –     | 22. Juli 1987/—1 | Während der Sendung kommt Bob Ross nicht mehr dazu das Bild zu signieren.                                                                                                |
| Bob Ross malt einen winterlichen Bergwald. |           |                      |               |       |                  | |

### Staffel 13
| Nr. (ges.) | Nr. (St.) | Titel               | Regie | Gäste | Premiere USA   | Signatur |
| ---------- | --------- | ------------------- | ----- | ----- | -------------- | -------- |
| 157        | 1         | Rolling Hills       | ?     | ?     | 2. Sep. 19872  | ?        |
| ?          |           |                     |       |       |                |          |
| 158        | 2         | Frozen Solitude     | ?     | ?     | 9. Sep. 19872  | ?        |
| ?          |           |                     |       |       |                |          |
| 159        | 3         | Meadow Brook        | ?     | ?     | 16. Sep. 19872 | ?        |
| ?          |           |                     |       |       |                |          |
| 160        | 4         | Evening at Sunset   | ?     | ?     | 23. Sep. 19872 | ?        |
| ?          |           |                     |       |       |                |          |
| 161        | 5         | Mountain View       | ?     | ?     | 30. Sep. 19872 | ?        |
| ?          |           |                     |       |       |                |          |
| 162        | 6         | Hidden Creek        | ?     | ?     | 7. Okt. 19872  | ?        |
| ?          |           |                     |       |       |                |          |
| 163        | 7         | Peaceful Haven      | ?     | ?     | 14. Okt. 19872 | ?        |
| ?          |           |                     |       |       |                |          |
| 164        | 8         | Mountain Exhibition | ?     | ?     | 21. Okt. 19872 | ?        |
| ?          |           |                     |       |       |                |          |
| 165        | 9         | Emerald Waters      | ?     | ?     | 28. Okt. 19872 | ?        |
| ?          |           |                     |       |       |                |          |
| 166        | 10        | Mountain Summit     | ?     | ?     | 4. Nov. 19872  | ?        |
| ?          |           |                     |       |       |                |          |
| 167        | 11        | Cabin Hideaway      | ?     | ?     | 11. Nov. 19872 | ?        |
| ?          |           |                     |       |       |                |          |
| 168        | 12        | Oval Essence        | ?     | ?     | 18. Nov. 19872 | ?        |
| ?          |           |                     |       |       |                |          |
| 169        | 13        | Lost Lake           | ?     | ?     | 25. Nov. 19872 | ?        |
| ?          |           |                     |       |       |                |          |

## 1988

### Staffel 14
| Nr. (ges.) | Nr. (St.) | Titel                   | Regie | Gäste | Premiere USA   | Signatur |
| ---------- | --------- | ----------------------- | ----- | ----- | -------------- | -------- |
| 170        | 1         | Distant Mountains       | ?     | ?     | 30. Dez. 19872 | ?        |
| ?          |           |                         |       |       |                |          |
| 171        | 2         | Meadow Brook Surprise   | ?     | ?     | 6. Jan. 19882  | ?        |
| ?          |           |                         |       |       |                |          |
| 172        | 3         | Mountain Moonlight Oval | ?     | ?     | 13. Jan. 19882 | ?        |
| ?          |           |                         |       |       |                |          |
| 173        | 4         | Snowy Solitude          | ?     | ?     | 20. Jan. 19882 | ?        |
| ?          |           |                         |       |       |                |          |
| 174        | 5         | Mountain River          | ?     | ?     | 27. Jan. 19882 | ?        |
| ?          |           |                         |       |       |                |          |
| 175        | 6         | Graceful Mountains      | ?     | ?     | 3. Feb. 19882  | ?        |
| ?          |           |                         |       |       |                |          |
| 176        | 7         | Windy Waves             | ?     | ?     | 10. Feb. 19882 | ?        |
| ?          |           |                         |       |       |                |          |
| 177        | 8         | On a Clear Day          | ?     | ?     | 17. Feb. 19882 | ?        |
| ?          |           |                         |       |       |                |          |
| 178        | 9         | Riverside Escape Oval   | ?     | ?     | 24. Feb. 19882 | ?        |
| ?          |           |                         |       |       |                |          |
| 179        | 10        | Surprising Falls        | ?     | ?     | 2. Mär. 19882  | ?        |
| ?          |           |                         |       |       |                |          |
| 180        | 11        | Shadow Pond             | ?     | ?     | 9. Mär. 19882  | ?        |
| ?          |           |                         |       |       |                |          |
| 181        | 12        | Misty Forest Oval       | ?     | ?     | 16. Mär. 19882 | ?        |
| ?          |           |                         |       |       |                |          |
| 182        | 13        | Natural Wonder          | ?     | ?     | 23. Mär. 19882 | ?        |
| ?          |           |                         |       |       |                |          |

### Staffel 15
| Nr. (ges.) | Nr. (St.) | Titel                   | Regie         | Gäste | Premiere USA  | Signatur                                                                  |
| --- | --------- | ----------------------- | ------------- | ----- | ------------- | ------------------------------------------------------------------------- |
| 183 | 1         | Splendor of Winter      | ?             | ?     | 27. Apr. 1988 | Bob Ross signiert das Bild links unten in Rot mit „Ross“                  |
| Bob malt als „Pracht des Winters“ eine sonnige Winterlandschaft mit Bergen. |           |                         |               |       |               |                                                                           |
| 184 | 2         | Colors of Nature        | ?             | ?     | 4. Mai 1988   | Bob Ross signiert das Bild links unten in Rot mit „Ross“                  |
| Bob malt die „Farben der Natur“ in einer hellen Flusslandschaft mit Wolken. |           |                         |               |       |               |                                                                           |
| 185 | 3         | Grandpa's Barn          | ?             | ?     | 11. Mai 1988  | Während der Sendung kommt Bob Ross nicht mehr dazu das Bild zu signieren. |
| Bob malt „Großvaters Scheune“ mit roten Schindeldach und angebautem Schuppen auf einer baumbestandenen Wiese.                                                                      |           |                         |               |       |               |                                                                           |
| 186 | 4         | Peaceful Reflections    | ?             | ?     | 18. Mai 1988  | Bob Ross signiert das Bild links unten in Rot mit „Ross“                  |
| Bob malt „friedvolle Reflexionen“ in Form von Bergen und See mit farbigen Himmel und vielen Reflexionen im Wasser.                                                                 |           |                         |               |       |               |                                                                           |
| 187 | 5         | Hidden Winter Moon Oval | ?             | ?     | 25. Mai 1988  | Bob Ross signiert das Bild halb links unten in Rot mit „Ross“             |
| Bob malt eine Winterlandschaft bei Nacht mit Bergen und Fluss im Oval. |           |                         |               |       |               |                                                                           |
| 188 | 6         | Waves of Wonder         | ?             | ?     | 1. Juni 1988  | Bob Ross signiert das Bild links unten in Rot mit „Ross“                  |
| Bob malt die „Wellen des Wunders“ an einigen Felsen im Meer oder einem uferlosen See – darüber blauer Wolkenhimmel.                                                                |           |                         |               |       |               |                                                                           |
| 189 | 7         | Cabin by the Pond       | ?             | ?     | 8. Juni 1988  | Während der Sendung kommt Bob Ross nicht mehr dazu das Bild zu signieren. |
| Bob malt eine „Hütte am See“ auf baumbestandener Wiese mit rosa Wolkenhimmel. |           |                         |               |       |               |                                                                           |
| 190 | 8         | Fall Stream             | ?             | ?     | 15. Juni 1988 | Bob Ross signiert das Bild links unten in Rot mit „Ross“                  |
| Bob malt einen „Sturzbach“ auf einer grünen Wiese vor hügeliger Landschaft mit blauem Wolkenhimmel.                                                                                |           |                         |               |       |               |                                                                           |
| 191 | 9         | Peaks of Majesty        | Sally Schenck | ?     | 22. Juni 1988 | Während der Sendung kommt Bob Ross nicht mehr dazu das Bild zu signieren. |
| Bob malt „Frühling am Bergsee“ – majestätische Bergspitzen hinter einem See mit Wiesen und Bäumen. – In dieser Folge erwähnt Bob Ross, es wäre „the last show of the 15th series“. |           |                         |               |       |               |                                                                           |
| 192 | 10        | Forest Dawn Oval        | ?             | ?     | 29. Juni 1988 | Bob Ross signiert das Bild links unten in Rot mit „Ross“                  |
| Bob malt ein Oval mit einem lichten Wald, in den die ersten Sonnenstrahlen der Morgendämmerung fallen.                                                                             |           |                         |               |       |               |                                                                           |
| 193 | 11        | Pathway to Autumn       | ?             | ?     | 6. Juli 1988  | Während der Sendung kommt Bob Ross nicht mehr dazu das Bild zu signieren. |
| Bob malt in „Weg zum Herbst“ einen Weg zu einer Hütte, die in einer herbstlichen, baumbestandenen Landschaft steht.                                                                |           |                         |               |       |               |                                                                           |
| 194 | 12        | Deep Forest Lake        | Sally Schenck | ?     | 13. Juli 1988 | Bob Ross signiert das Bild links unten in Rot mit „Ross“                  |
| Bob Ross malt einen dunklen See in einem Wald. |           |                         |               |       |               |                                                                           |
| 195 | 13        | Christmas Eve Snow      | Sally Schenk  | ?     | 20. Juli 1988 | Während der Sendung kommt Bob Ross nicht mehr dazu das Bild zu signieren. |
| Bob malt als „Heiligabend-Schnee“ eine kleine Kapelle mit beleuchteten Fenstern im Schnee in Berglandschaft.                                                                       |           |                         |               |       |               |                                                                           |

## ≥ 1988

### Staffel 16
| Nr. (ges.) | Nr. (St.) | Titel                      | Regie | Gäste               | Premiere USA   | Signatur                                                                  |
| --- | --------- | -------------------------- | ----- | ------------------- | -------------- | ------------------------------------------------------------------------- |
| 196 | 1         | Two Seasons                | ?     | ?                   | 17. Juli 1988? | Bob Ross signiert beide Bilder links unten in Rot mit „Ross“              |
| Bob malt zwei Bilder mit „zwei Jahreszeiten“ (Sommer und Winter), die in etwa das gleiche Motiv zeigen – einen See mit Büschen und Bäumen vor einem Gebirge.      |           |                            |       |                     |                |                                                                           |
| 197 | 2         | Nestled Cabin              | ?     | eine kleine Eule    | ?              | Bob Ross signiert das Bild links unten in Rot mit „Ross“                  |
| Bob malt eine kleine Hütte in einer Waldschneise mit farbigem Himmel dahinter                                                                                     |           |                            |       |                     |                |                                                                           |
| 198 | 3         | Wintertime Discovery       | ?     | 4 Rotkehlchen-Küken | ?              | Während der Sendung kommt Bob Ross nicht mehr dazu das Bild zu signieren. |
| Bob malt als „Winterzeit-Entdeckung“ eine Hütte unter Bäumen auf einer verschneiten Wiese.                                                                        |           |                            |       |                     |                |                                                                           |
| 199 | 4         | Mountain Mirage Wood Shape | ?     | eine kleine Eule    | ?              | Während der Sendung kommt Bob Ross nicht mehr dazu das Bild zu signieren. |
| Bob malt auf einem ausgesägten Hintergrund einen Fluss durch Wildnis vor zwei Bergen. Ein Nadelbaum ragt links aus dem Bild.                                      |           |                            |       |                     |                |                                                                           |
| 200 | 5         | Double Oval Fantasy        | ?     | ?                   | ?              | Während der Sendung kommt Bob Ross nicht mehr dazu das Bild zu signieren. |
| Bob malt ein doppeltes Oval – einen See mit Bergen im Hintergrund über beide Ovale und eine Insel mit Bäumen als Verbindung zwischen den Ovalen                   |           |                            |       |                     |                |                                                                           |
| 201 | 6         | Contemplative Lady         | ?     | John Thamm          | ?              | ?                                                                         |
| Gast John Thamm malt eine nachdenkliche Dame – es werden am Ende auch andere mit Johns Technik gemalte Porträts gezeigt                                           |           |                            |       |                     |                |                                                                           |
| 202 | 7         | Deep Woods                 | ?     | ?                   | ?              | Bob Ross signiert das Bild links unten in Rot mit „Ross“                  |
| Bob malt einen Bach, der durch die „tiefen Wälder“ fließt |           |                            |       |                     |                |                                                                           |
| 203 | 8         | High Tide                  | ?     | ?                   | ?              | Während der Sendung kommt Bob Ross nicht mehr dazu das Bild zu signieren. |
| Bob malt „die Flut“ des Meeres an einem Strand mit zwei Palmen zum Sonnenauf- oder -untergang                                                                     |           |                            |       |                     |                |                                                                           |
| 204 | 9         | Barn in Snow Oval          | ?     | ?                   | ?              | Bob Ross signiert das Bild unten mittig in Schwarz mit „Ross“             |
| Bob malt eine „Scheune im Schnee“ im Oval. Es ist eine große Scheune, die fast das ganze Bild ausfüllt.                                                           |           |                            |       |                     |                |                                                                           |
| 205 | 10        | That Time of Year          | ?     | Steve Ross          | ?              | ?                                                                         |
| Bobs Sohn Steve malt in „Diese Zeit des Jahres“ einen spätsommerlichen Fluss mit bewachsenen Ufern vor Bergen                                                     |           |                            |       |                     |                |                                                                           |
| 206 | 11        | Waterfall Wonder           | ?     | ?                   | ?              | Bob Ross signiert das Bild links unten in Schwarz mit „Ross“              |
| Bob malt als „Wasserfallwunder“ einen Wasserfall, der in einer dunkel gehaltenen Landschaft niedergeht und dort in einen kaskadenreichen steinigen Bach übergeht. |           |                            |       |                     |                |                                                                           |
| 207 | 12        | Mighty Mountain Lake       | ?     | ?                   | ?              | Während der Sendung kommt Bob Ross nicht mehr dazu das Bild zu signieren. |
| Bob malt einen „mächtigen Bergsee“ in einer waldreichen Ebene vor einem Gebirge                                                                                   |           |                            |       |                     |                |                                                                           |
| 208 | 13        | Wooded Stream Oval         | ?     | ?                   | ?              | Bob Ross signiert das Bild links unten in Rot mit „Ross“                  |
| Bob malt ein Oval, in dem ein Fluss mit kleiner Kaskade durch einen üppigen Wald fließt                                                                           |           |                            |       |                     |                |                                                                           |

### Staffel 17
| Nr. (ges.) | Nr. (St.) | Titel                 | Regie         | Gäste                       | Premiere USA | Signatur                                                                  |
| --- | --------- | --------------------- | ------------- | --------------------------- | ------------ | ------------------------------------------------------------------------- |
| 209 | 1         | Golden Mist Oval      | ?             | ?                           | ?            | Bob Ross signiert das Bild links unten in Rot mit „Ross“                  |
| Bob malt ein „goldener Nebel Oval“ – ein Bach fließt durch einen dunstigen Wald. Durch den Nebel ist Hintergrund die goldene Sonne erkennbar.                                                                                      |           |                       |               |                             |              |                                                                           |
| 210 | 2         | The Old Home Place    | ?             | 4 Vögel (Schornsteinsegler) | ?            | Bob Ross signiert das Bild links unten in Rot mit „Ross“                  |
| Bob malt als „alten Heimatort“ eine Hütte unter einem Baum mit Teich in einer hügeligen Landschaft. |           |                       |               |                             |              |                                                                           |
| 211 | 3         | Soothing Vista        | ?             | 2 junge Rotkehlchen         | ?            | Bob Ross signiert das Bild links unten in Rot mit „Ross“                  |
| Bob malt eine „beruhigende Aussicht“ – zwei oben im Bild zusammenschlagende Baumreihen geben einen kleinen Blick auf dahinterliegende Berge mit einem See.                                                                         |           |                       |               |                             |              |                                                                           |
| 212 | 4         | Stormy Seas           | ?             | ?                           | ?            | Während der Sendung kommt Bob Ross nicht mehr dazu das Bild zu signieren. |
| Bob malt die „stürmische See“, die mit hohen Wellen an Felsen am Strand schlägt. |           |                       |               |                             |              |                                                                           |
| 213 | 5         | Country Time          | ?             | ?                           | ?            | Während der Sendung kommt Bob Ross nicht mehr dazu das Bild zu signieren. |
| Bob malt in „Landzeit“ ein Oval mit im Wasser stehenden Hütten in einer Landschaft mit blauem Himmel. Rechts steht ein Baum über das Oval hinaus.                                                                                  |           |                       |               |                             |              |                                                                           |
| 214 | 6         | A Mild Winter’s Day   | ?             | Tierfilm                    | ?            | Während der Sendung kommt Bob Ross nicht mehr dazu das Bild zu signieren. |
| Bob malt „ein milder Wintertag“. Ein See schlängelt sich durch eine verschneite Landschaft mit grünem Bewuchs – im Hintergrund ein Wolkenband im Himmel. Zwischendurch wird ein Tierfilm mit Bob und verschiedenen Tieren gezeigt. |           |                       |               |                             |              |                                                                           |
| 215 | 7         | Spectacular Waterfall | ?             | ?                           | ?            | Während der Sendung kommt Bob Ross nicht mehr dazu das Bild zu signieren. |
| Bob malt den „spektakulären Wasserfall“ in einer Schlucht eines finsteren Waldes. Zwischen den Bäumen sieht man im Hintergrund ein Gebirge vor blauem Himmel.                                                                      |           |                       |               |                             |              |                                                                           |
| 216 | 8         | View from the Park    | Sally Schenck | Park-Film                   | ?            | Bob Ross signiert das Bild links unten in Rot mit „Ross“                  |
| Bob Ross malt einen Wolkenkratzer in einer Parkumgebung mit Brücke – in einer Apfelform. (+ Einspieler vom Central Park, NY, von einer JOP-Veranstaltung)                                                                          |           |                       |               |                             |              |                                                                           |
| 217 | 9         | Lake View             | ?             | Steve Ross                  | ?            | Steve Ross signiert das Bild links unten in Rot                           |
| Bobs Sohn Steve malt den „Seeblick“ auf zwei Seen – ein kleiner vorne und ein großer hinten im Bild |           |                       |               |                             |              |                                                                           |
| 218 | 10        | Old Country Mill      | ?             | ?                           | ?            | Während der Sendung kommt Bob Ross nicht mehr dazu das Bild zu signieren. |
| Bob malt eine „alte Landmühle“ mit Mühlrad an einem Bach in pastellgrüner Landschaft |           |                       |               |                             |              |                                                                           |
| 219 | 11        | Morning Walk          | ?             | ?                           | ?            | Bob Ross signiert das Bild links unten in Rot mit „Ross“                  |
| Bob malt den „Morgenspaziergang“ zweier Frauen durch einen lichten Wald |           |                       |               |                             |              |                                                                           |
| 220 | 12        | Nature's Splendor     | ?             | ?                           | ?            | Bob Ross signiert das Bild links unten in Rot mit „Ross“                  |
| Bob malt die „Pracht der Natur“ als mit Wiesen und viel Wald gesäumten Wasserlauf vor einem Gebirge |           |                       |               |                             |              |                                                                           |
| 221 | 13        | Mountain Beauty       | Sally Schenck | Dana Jester                 | ?            | ?                                                                         |
| Bob Ross beantwortet Zuschauerfragen, und gibt Tipps, die Dana Jester an der Leinwand umsetzt |           |                       |               |                             |              |                                                                           |

### Staffel 18
| Nr. (ges.) | Nr. (St.) | Titel               | Regie | Gäste                  | Premiere USA | Signatur                                                                  |
| --- | --------- | ------------------- | ----- | ---------------------- | ------------ | ------------------------------------------------------------------------- |
| 222 | 1         | Half-Oval Vignette  | ?     | ?                      | ?            | Bob Ross signiert das Bild halb links unten in Rot mit „Ross“             |
| Bob malt eine „halbovale Vignette“ die ein Ufer mit Weg und Bäumen zeigt, in der Ferne ein Berg und bewölkter, blauer Himmel darüber |           |                     |       |                        |              |                                                                           |
| 223 | 2         | Absolutely Autumn   | ?     | ?                      | ?            | Während der Sendung kommt Bob Ross nicht mehr dazu das Bild zu signieren. |
| Bob malt zum „absoluten Herbst“ einen Fluss durch eine herbstliche Landschaft mit Laubbäumen. Im Himmel türmen sich Wolkenberge auf. |           |                     |       |                        |              |                                                                           |
| 224 | 3         | Mountain Seclusion  | ?     | ?                      | ?            | Während der Sendung kommt Bob Ross nicht mehr dazu das Bild zu signieren. |
| Bob malt die „Bergabgeschiedenheit“ in Form eines Winterbildes. Eine Hütte steht auf einer verschneiten Wiese an einem Fluss vor einem mächtigen Gebirge. |           |                     |       |                        |              |                                                                           |
| 225 | 4         | Crimson Oval        | ?     | ?                      | ?            | Bob Ross signiert das Bild halb rechts unten in Rot mit „Ross“            |
| Bob malt ein „karmesinrotes Oval“ mit einem Bach, der durch grüne Wiesen mit Bäumen fließt. Der Himmel zeigt farbig die Zeit der Dämmerung an. Ein Baum rechts ragt über das Oval hinaus.                                                                                        |           |                     |       |                        |              |                                                                           |
| 226 | 5         | Autumn Exhibition   | ?     | ?                      | ?            | Bob Ross signiert das Bild links unten in Rot mit „Ross“                  |
| Bob malt als „Herbstausstellung“ einen See auf einer baumbestandenen Wiese neben einem Weg. Im Hintergrund sieht man Bäume in einem nebligen Tal. |           |                     |       |                        |              |                                                                           |
| 227 | 6         | Majestic Peaks      | ?     | ?                      | ?            | Während der Sendung kommt Bob Ross nicht mehr dazu das Bild zu signieren. |
| Bob malt zwei schneebedeckte „majestätische Gipfel“ hinter einem grün umwachsenen See unter blauem Himmel. |           |                     |       |                        |              |                                                                           |
| 228 | 7         | Golden Morning Mist | ?     | ?                      | ?            | Bob Ross signiert das Bild links unten in Rot mit „Ross“                  |
| Bob malt den „goldenen Morgennebel“ in einem lichten Wald, durch den ein ruhiger Bach fließt. |           |                     |       |                        |              |                                                                           |
| 229 | 8         | Winter Lace         | ?     | Tierfilm               | ?            | Bob Ross signiert das Bild links unten in Rot mit „Ross“                  |
| Bob malt ein Winterbild in Schneekugelform. Ein Fluss fließt durch eine verschneite Landschaft im rosa Farbton. (Dazwischen wird ein kurzer Tierfilm mit Bob und einem Hörnchen gezeigt)                                                                                         |           |                     |       |                        |              |                                                                           |
| 230 | 9         | Seascape Fantasy    | ?     | ?                      | ?            | Während der Sendung kommt Bob Ross nicht mehr dazu das Bild zu signieren. |
| Bob malt eine „Meerblick-Fantasie“ mit brandendem Meer unter stark bewölktem, gelben Himmel. |           |                     |       |                        |              |                                                                           |
| 231 | 10        | Double Oval Stream  | ?     | ?                      | ?            | Während der Sendung kommt Bob Ross nicht mehr dazu das Bild zu signieren. |
| Bob malt einen „Bach in doppeltem Oval“. Der Bach fließt durch einen dichten Wald. Zwischen die beiden Ovale malt Bob einen Landvorsprung mit einer Baumgruppe. |           |                     |       |                        |              |                                                                           |
| 232 | 11        | Enchanted Forest    | ?     | ?                      | ?            | Während der Sendung kommt Bob Ross nicht mehr dazu das Bild zu signieren. |
| Bob malt einen „Zauberwald“ mit einem angedeuteten Weg durch einen dichten Wald, der in ein violett gefärbtes Dickicht führt. |           |                     |       |                        |              |                                                                           |
| 233 | 12        | Southwest Serenity  | ?     | ?                      | ?            | Während der Sendung kommt Bob Ross nicht mehr dazu das Bild zu signieren. |
| Bob malt eine Wüstengegend mit Büschen am Wegesrand. Im Hintergrund ist eine kahle Bergkette vor gelbem Himmel zu sehen. |           |                     |       |                        |              |                                                                           |
| 234 | 13        | Rippling Waters     | ?     | Tierfilm & Kamera-Mann | ?            | Während der Sendung kommt Bob Ross nicht mehr dazu das Bild zu signieren. |
| Bob malt „plätschernde Wasser“ in einem Bach durch lichte baumbestandene Landschaft. Im Hintergrund steht die Sonne leuchtend gelb am dunstigen Himmel. (Zwischendurch gibt es einen Kurzfilm mit Bob und einem Hörnchen. In einer anderen Sequenz ist der Kamera-Mann zu sehen) |           |                     |       |                        |              |                                                                           |

### Staffel 19
| Nr. (ges.) | Nr. (St.) | Titel                    | Regie | Gäste     | Premiere USA | Signatur                                                                   |
| --- | --------- | ------------------------ | ----- | --------- | ------------ | -------------------------------------------------------------------------- |
| 235 | 1         | Snowfall Magic           | ?     | ?         | ?            | Bob Ross signiert das Bild links unten in Rot mit „Ross“                   |
| Bob malt ein Winterbild mit einem zugefrorenen Bach, der in einer baumbestandenen Schneelandschaft liegt. Es schneit, und im orangen Hintergrund sind Büsche erkennbar.                                 |           |                          |       |           |              |                                                                            |
| 236 | 2         | Quiet Mountain Lake      | ?     | ?         | ?            | Bob Ross signiert das Bild links unten in Rot mit „Ross“                   |
| Bob malt einen „ruhigen Bergsee“ hinter einer links mit Bäumen bestandenen Wiese. Hinter dem See liegen Berge hinter einer Baumkette. Der blaue Himmel ist weiß bewölkt.                                |           |                          |       |           |              |                                                                            |
| 237 | 3         | Final Embers of Sunlight | ?     | ?         | ?            | Bob Ross signiert das Bild links unten in Rot mit „Ross“                   |
| Bob malt ein Oval mit einem Weg durch baumbestandene Wiesen. Im Hintergrund am Horizont sieht man „die letzte Glut des Sonnenlichts“.                                                                   |           |                          |       |           |              |                                                                            |
| 238 | 4         | Snowy Morn               | ?     | ?         | ?            | Während der Sendung kommt Bob Ross nicht mehr dazu, das Bild zu signieren. |
| Bob malt auf dem Bild „schneebedeckter Morgen“ eine verschneite Lichtung im Wald mit einer Hütte. |           |                          |       |           |              |                                                                            |
| 239 | 5         | Camper's Haven           | ?     | ?         | ?            | Während der Sendung kommt Bob Ross nicht mehr dazu, das Bild zu signieren. |
| Bob malt ein Seeufer mit grünem Wiesenstreifen vor Büschen und Bäumen. Dahinter liegt eine massive Bergkette unter blauem Himmel.                                                                       |           |                          |       |           |              |                                                                            |
| 240 | 6         | Waterfall in the Woods   | ?     | ?         | ?            | Bob Ross signiert das Bild links unten in Rot mit „Ross“                   |
| Bob malt einen „Wasserfall in den Wäldern“. Ein Bach fällt in einem hohen Wasserfall in eine üppig bewachsene Waldschlucht.                                                                             |           |                          |       |           |              |                                                                            |
| 241 | 7         | Covered Bridge Oval      | ?     | ?         | ?            | Bob Ross signiert das Bild halb links unten in Rot mit „Ross“              |
| Bob malt ein Oval mit einer Schneelandschaft. Eine überdachte, hüttenähnliche Brücke führt über einen Bach. Dahinter stehen zwei Nadelbäume.                                                            |           |                          |       |           |              |                                                                            |
| 242 | 8         | Scenic Seclusion         | ?     | ?         | ?            | Während der Sendung kommt Bob Ross nicht mehr dazu, das Bild zu signieren. |
| Bob malt das Bild „malerische Abgeschiedenheit“. Ein teilweise kanalisierter Bach plätschert durch eine baumreiche Wildnis. Der Hintergrund gibt den Blick auf einen Berg unter gelb-rotem Himmel frei. |           |                          |       |           |              |                                                                            |
| 243 | 9         | Ebb Tide                 | ?     | ?         | ?            | Bob Ross signiert das Bild links unten in Rot mit „Ross“                   |
| Bob malt ein Oval mit einer Brandung. Im Vordergrund ist der Meeresboden zu sehen, im Hintergrund über dem Horizont ein leicht bewölkter Himmel mit Sonne.                                              |           |                          |       |           |              |                                                                            |
| 244 | 10        | After the Rain           | ?     | Foto-Show | ?            | Während der Sendung kommt Bob Ross nicht mehr dazu, das Bild zu signieren. |
| Bob malt einen Wald „nach dem Regen“. Auf dem Waldweg stehen Pfützen. (Zwischendurch werden Kollagen mit eingesandten Zuschauerbildern gezeigt.)                                                        |           |                          |       |           |              |                                                                            |
| 245 | 11        | Winter Elegance          | ?     | ?         | ?            | Während der Sendung kommt Bob Ross nicht mehr dazu, das Bild zu signieren. |
| Bob malt als „Winter Eleganz“ ein verschneites Ufer mit drei kahlen Bäumen an einem zugefrorenen See.                                                                                                   |           |                          |       |           |              |                                                                            |
| 246 | 12        | Evening's Peace          | ?     | ?         | ?            | Bob Ross signiert das Bild links unten in Rot mit „Ross“                   |
| Bob malt eine nächtliche Schneelandschaft mit zwei Hütten – eine davon beleuchtet – und einigen Büschen und Bäumen. Am Himmel steht der leuchtende Vollmond.                                            |           |                          |       |           |              |                                                                            |
| 247 | 13        | Valley of Tranquility    | ?     | ?         | ?            | Während der Sendung kommt Bob Ross nicht mehr dazu, das Bild zu signieren. |
| Bob malt ein Gewässer im „Tal der Ruhe“. Ein kleiner Wasserfall aus den umliegenden Wiesen plätschert hinein. Dahinter ist ein Wald vor dem Bergstock zu sehen, ein großer Nadelbaum rechts im Bild.    |           |                          |       |           |              |                                                                            |

### Staffel 20
| Nr. (ges.) | Nr. (St.) | Titel             | Regie | Gäste                      | Premiere USA | Signatur |
| --- | --------- | ----------------- | ----- | -------------------------- | ------------ | --- |
| 248 | 1         | Mystic Mountain   | ?     | ?                          | ?            | Obgleich Bob Ross während der Sendung nicht mehr dazu kommt, das Bild zu signieren, sieht man in der abschließenden Großaufnahme unten links in Rot die Signatur „Ross“. |
| Bob malt einen „mystischen Berg“, der sich aus dem Nebel hinter einem See erhebt. Der See ist mit Bäumen und Büschen umwachsen. |           |                   |       |                            |              | |
| 249 | 2         | New Day's Dawn    | ?     | 1 Hörnchen                 | ?            | Bob Ross signiert das Bild links unten in Rot mit „Ross“ |
| Bob malt eine Hütte auf einer grünen Wiese. Im Hintergrund sieht man im Morgennebel Büsche und Bäume – der Himmel zeigt den tiefen Stand der gelben Sonne an. (Zu Beginn der Sendung gibt Bob einem Hörnchen zu trinken)                                                                                      |           |                   |       |                            |              | |
| 250 | 3         | Winter in Pastel  | ?     | Dana Jester mit 4 Hörnchen | ?            | Während der Sendung kommt Bob Ross nicht mehr dazu das Bild zu signieren.                                                                                                |
| Bob malt in „Winter in Pastell“ eine verschneite Wiese mit Bäumen dahinter. Im Hintergrund sieht man eine Bergklippe vor gelb erleuchtetem Himmel. |           |                   |       |                            |              | |
| 251 | 4         | Hazy Day          | ?     | ?                          | ?            | Bob Ross signiert das Bild links unten in Rot mit „Ross“ |
| Bob malt einen Fluss durch eine waldreiche Wildnis. Wald und Himmel im Hintergrund sind neblig. |           |                   |       |                            |              | |
| 252 | 5         | Divine Elegance   | ?     | 2 Tierfilme                | ?            | Bob Ross signiert das Bild links unten in Schwarz mit „Ross“ |
| Bob malt ein Bild mit abgeklebtem Rahmen, das einen Fluss mit bewaldeten Ufern zeigt. Dahinter ist ein großer Berg zu sehen. Es fehlt die Bergspitze. (Dazwischen werden 2 kurze Tierfilme gezeigt: der erste mit Bob und Carmen, die eine Nagetier füttert, der zweite mit Bob, der mit einem Fuchs spielt.) |           |                   |       |                            |              | |
| 253 | 6         | Cliffside         | ?     | Tierfilm                   | ?            | Während der Sendung kommt Bob Ross nicht mehr dazu das Bild zu signieren.                                                                                                |
| Bob malt eine tosende Brandung zwischen zwei Klippen unter bewölktem, gelben Himmel. (Dazwischen wird ein kurzer Tierfilm gezeigt, in dem Bob 2 Hörnchen mit der Spritze füttert.) |           |                   |       |                            |              | |
| 254 | 7         | Autumn Fantasy    | ?     | Tierfilm                   | ?            | Während der Sendung kommt Bob Ross nicht mehr dazu das Bild zu signieren.                                                                                                |
| Bob malt eine „Herbstfantasie“ in Form eines Gewässers mit grünen baumbewachsenen Ufern vor einem schneebedeckten Gebirge. Dieses Gemälde erscheint auch im Intro dieser Staffel 20. (Dazwischen wird ein kurzer Tierfilm gezeigt,in dem Bob mit einem Hörnchen spielt.)                                      |           |                   |       |                            |              | |
| 255 | 8         | The Old Oak Tree  | ?     | Tierfilm                   | ?            | Während der Sendung kommt Bob Ross nicht mehr dazu das Bild zu signieren.                                                                                                |
| Bob malt einen „alten Eichbaum“ in eine grüne Landschaft mit Weg. Die Eiche hat einen mächtigen Stamm, die Krone ist nicht vollständig zu sehen. (Dazwischen wird ein kurzer Tierfilm mit Rehen gezeigt) |           |                   |       |                            |              | |
| 256 | 9         | Winter Paradise   | ?     | Tierfilm                   | ?            | Während der Sendung kommt Bob Ross nicht mehr dazu das Bild zu signieren.                                                                                                |
| Bob malt ein „Winter-Paradies“ in ein Oval. Ein See vor einem schneebedeckten Berg mit Nadelbäumen am Ufer, die rechts über das Oval hinausragen. (Zwischendurch wird ein kurzer Tierfilm mit der Krähe „Midnight“ gezeigt.)                                                                                  |           |                   |       |                            |              | |
| 257 | 10        | Days Gone By      | ?     | Tierfilm                   | ?            | Obgleich Bob Ross während der Sendung nicht mehr dazu kommt, das Bild zu signieren, sieht man in der abschließenden Großaufnahme unten links in Rot die Signatur „Ross“. |
| Bob malt eine Waldlichtung mit einer Hütte zu der ein Weg führt. (Zwischendurch wird ein kurzer Tierfilm mit 2 Hörnchen gezeigt.) |           |                   |       |                            |              | |
| 258 | 11        | Change of Seasons | ?     | ?                          | ?            | Während der Sendung kommt Bob Ross nicht mehr dazu das Bild zu signieren.                                                                                                |
| Bob malt den „Wechsel der Jahreszeiten“ an einem unruhigen Bach, der durch einen Wald vor einem Gebirge fließt. Der Himmel zeigt fast alle Farben des Spektrums. |           |                   |       |                            |              | |
| 259 | 12        | Hidden Delight    | ?     | ?                          | ?            | Während der Sendung kommt Bob Ross nicht mehr dazu das Bild zu signieren.                                                                                                |
| Bob malt eine Hütte in der Wildnis. Ein schmaler Weg, der von einem breiteren Weg abzweigt, führt zu ihr. Im Hintergrund färbt die Sonne den Himmel und den Wald in ein gelbes Licht. |           |                   |       |                            |              | |
| 260 | 13        | Double Take       | ?     | ?                          | ?            | Bob Ross signiert beide Bilder rechts unten in Rot mit „Ross“ |
| Bob malt auf eine Leinwand zwei identische Motive – eines größer rechts im Sommer, eines kleiner links im Winter, jeweils ein See vor einem Berg. |           |                   |       |                            |              | |

## 1990

### Staffel 21
| Nr. (ges.) | Nr. (St.) | Titel                | Regie         | Gäste              | Premiere USA  | Signatur                                                                   |
| --- | --------- | -------------------- | ------------- | ------------------ | ------------- | -------------------------------------------------------------------------- |
| 261 | 1         | Valley View          | Sally Schenck | ?                  | 5. Sep. 1990  | Während der Sendung kommt Bob Ross nicht mehr dazu, das Bild zu signieren. |
| Gemalt wird ein kleiner See in einem Wald vor einem Berghintergrund. |           |                      |               |                    |               |                                                                            |
| 262 | 2         | Tranquil Dawn        | Sally Schenck | Tierfilm           | 12. Sep. 1990 | Während der Sendung kommt Bob Ross nicht mehr dazu, das Bild zu signieren. |
| Gemalt wird ein Waldrand im Winter. (Dazwischen wird ein kurzer Tierfilm mit einem Hörnchen gezeigt.) |           |                      |               |                    |               |                                                                            |
| 263 | 3         | Royal Majesty        | Sally Schenck | ?                  | 19. Sep. 1990 | Während der Sendung kommt Bob Ross nicht mehr dazu, das Bild zu signieren. |
| Gemalt wird ein kleiner Wasserfall in hügeliger Waldlandschaft vor einem schneebedeckten Berg. Links neben dem Wasserfall verläuft ein Weg.                                                                        |           |                      |               |                    |               |                                                                            |
| 264 | 4         | Serenity             | ?             | Tier-Clip          | 26. Sep. 1990 | Während der Sendung kommt Bob Ross nicht mehr dazu, das Bild zu signieren. |
| Gemalt wird ein Fluss in einem geheimnisvollen Wald. (Zwischendurch wird eine kurze Hörnchen-Einspielung gezeigt.)                                                                                                 |           |                      |               |                    |               |                                                                            |
| 265 | 5         | Cabin at Trail's End | ?             | Park-Film          | 3. Okt. 1990  | Bob Ross signiert das Bild links unten in Rot mit „Ross“                   |
| Gemalt wird ein Oval mit einer Hütte auf einer frühlingshaften Waldlichtung. (Zwischendurch wird ein Film von einer JOP-Veranstaltung vom Central Park (NY) gezeigt.)                                              |           |                      |               |                    |               |                                                                            |
| 266 | 6         | Mountain Rhapsody    | Sally Schenck | Tierfilm           | 10. Okt. 1990 | Während der Sendung kommt Bob Ross nicht mehr dazu, das Bild zu signieren. |
| Gemalt wird eine winterliche Landschaft mit bergigem Hintergrund. (Zwischendurch wird ein kurzer Tierfilm mit Bob und einem Vogel gezeigt.)                                                                        |           |                      |               |                    |               |                                                                            |
| 267 | 7         | Wilderness Cabin     | Sally Schenck | ?                  | 17. Okt. 1990 | Bob Ross signiert das Bild links unten in Rot mit „Ross“                   |
| Gemalt wird eine Hütte auf einer frühlingshaften Waldlichtung. |           |                      |               |                    |               |                                                                            |
| 268 | 8         | By The Sea           | ?             | Tierfilm           | 24. Okt. 1990 | Während der Sendung kommt Bob Ross nicht mehr dazu, das Bild zu signieren. |
| Gemalt wird ein Strand am Meer bei Sonnenuntergang. (Zwischendurch wird ein kurzer Tierfilm mit einem Hörnchen gezeigt.)                                                                                           |           |                      |               |                    |               |                                                                            |
| 269 | 9         | Indian Summer        | ?             | Greifvogel-Junges  | 31. Okt. 1990 | Während der Sendung kommt Bob Ross nicht mehr dazu, das Bild zu signieren. |
| Gemalt wird ein spät-sommerlicher Wald. (Zu Beginn der Sendung hat Bob einen jungen Greifvogel auf der Hand.) |           |                      |               |                    |               |                                                                            |
| 270 | 10        | Blue Winter          | ?             | Vogel-Junges       | 7. Nov. 1990  | Während der Sendung kommt Bob Ross nicht mehr dazu, das Bild zu signieren. |
| Gemalt wird ein winterlicher Fluss mit Wald und bergigem Hintergrund. (Zu Beginn der Sendung zeigt uns Bob einen jungen Vogel, den er auf seinem Finger hält.)                                                     |           |                      |               |                    |               |                                                                            |
| 271 | 11        | Desert Glow          | ?             | Greifvogel-Junges  | 14. Nov. 1990 | Während der Sendung kommt Bob Ross nicht mehr dazu, das Bild zu signieren. |
| Bob malt ein Oval mit einer felsigen Wüstenlandschaft bei Sonnenauf- oder -untergang. Ein Kaktus steht neben dem Oval und ragt in es hinein. (Zu Beginn der Sendung hat Bob einen jungen Greifvogel auf der Hand.) |           |                      |               |                    |               |                                                                            |
| 272 | 12        | Lone Mountain        | ?             | Junges Rotkehlchen | 21. Nov. 1990 | Während der Sendung kommt Bob Ross nicht mehr dazu, das Bild zu signieren. |
| Gemalt wird ein Fluss mit Berg im Hintergrund in der Abenddämmerung. (Zu Beginn der Sendung zeigt uns Bob einen jungen Vogel, den er auf seinem Finger hält.)                                                      |           |                      |               |                    |               |                                                                            |
| 273 | 13        | Florida's Glory      | ?             | ?                  | 28. Nov. 1990 | Während der Sendung kommt Bob Ross nicht mehr dazu, das Bild zu signieren. |
| Gemalt wird ein Strand in der Abenddämmerung mit den Umrissen Floridas und einer Palme im Vordergrund. |           |                      |               |                    |               |                                                                            |

## 1991

### Staffel 22
| Nr. (ges.) | Nr. (St.) | Titel                | Regie         | Gäste        | Premiere USA  | Signatur                                                                  |
| --- | --------- | -------------------- | ------------- | ------------ | ------------- | ------------------------------------------------------------------------- |
| 274 | 1         | Autumn Images        | Sally Schenck | ?            | 1. Jan. 1991  | Während der Sendung kommt Bob Ross nicht mehr dazu das Bild zu signieren. |
| Bob malt als „Herbst-Bilder“ einen Fluss durch eine herbstliche Landschaft mit Bäumen. Im Hintergrund ein Gebirge unter wolkigem Himmel. |           |                      |               |              |               |                                                                           |
| 275 | 2         | Hint of Springtime   | ?             | Tierfilm     | 8. Jan. 1991  | Während der Sendung kommt Bob Ross nicht mehr dazu das Bild zu signieren. |
| Gemalt wird ein Fluss mit teilweise felsigem Ufer und Berghintergrund. (Zwischendurch wird ein kurzer Tierfilm mit einem Hörnchen gezeigt.) |           |                      |               |              |               |                                                                           |
| 276 | 3         | Around the Bend      | ?             | Tierfilm     | 15. Jan. 1991 | Während der Sendung kommt Bob Ross nicht mehr dazu das Bild zu signieren. |
| Bob malt einen Fluss, der durch einen Wald „um die Kurve“ fließt. (Zwischendurch wird ein kurzer Tierfilm mit einem Hörnchen gezeigt.) |           |                      |               |              |               |                                                                           |
| 277 | 4         | Countryside Oval     | ?             | ?            | 22. Jan. 1991 | Während der Sendung kommt Bob Ross nicht mehr dazu das Bild zu signieren. |
| Bob malt in diesem Oval eine idyllische Landschaft mit zwei Teichen auf einer Wiese zwischen Bäumen, im Hintergrund Berge unter blauem Wolkenhimmel. |           |                      |               |              |               |                                                                           |
| 278 | 5         | Russet Winter        | Sally Schenck | Tierfilm     | 29. Jan. 1991 | Während der Sendung kommt Bob Ross nicht mehr dazu das Bild zu signieren. |
| Bob malt einen „rostbraunen Winter“ in den Sträuchern und Bäumen einer Hütte in einer Wildnis. Auf dem Boden liegt Schnee. (Zwischendurch wird ein kurzer Film gezeigt mit Bob und einem Rehkitz)                                                                |           |                      |               |              |               |                                                                           |
| 279 | 6         | Purple Haze          | Sally Schenck | Tier-Clip    | 5. Feb. 1991  | Bob Ross signiert das Bild links unten in Rot mit „Ross“                  |
| Bob malt einen plätschernden Bach durch einen lichten Wald. Im Hintergrund strahlt der „Lila Nebel“ durch farbige Büsche. (Zwischendurch wird ein kurzer Film mit einem Hörnchen gezeigt)                                                                        |           |                      |               |              |               |                                                                           |
| 280 | 7         | Dimensions           | Sally Schenck | Schüler-Film | 12. Feb. 1991 | Während der Sendung kommt Bob Ross nicht mehr dazu das Bild zu signieren. |
| Gemalt wird ein See mit baumbstandenem Ufer vor einem Berg. Über das Bild verlaufen 2 rechteckige Rahmen, über die 2 Bäume hinausragen. (Zwischendurch wird ein kurzer Film über Bobs jüngsten Schüler gezeigt.)                                                 |           |                      |               |              |               |                                                                           |
| 281 | 8         | Deep Wilderness Home | Sally Schenck | Tierfilm     | 19. Feb. 1991 | Während der Sendung kommt Bob Ross nicht mehr dazu das Bild zu signieren. |
| Bob malt eine Hütte an einem Wasserfall in einem tiefen Wald. (Zwischendurch wird ein kurzer Film mit einem Hörnchen gezeigt, das auf dem Rücken in Bobs Hand schläft. Im Abspann ist statt des gemalten Bildes das schlafende Hörnchen zu sehen.)               |           |                      |               |              |               |                                                                           |
| 282 | 9         | Haven in the Valley  | ?             | ?            | 26. Feb. 1991 | Während der Sendung kommt Bob Ross nicht mehr dazu das Bild zu signieren. |
| Bob malt ein Oval mit einer Hütte am See vor einem Gebirge als „Zuflucht im Tal“. |           |                      |               |              |               |                                                                           |
| 283 | 10        | Wintertime Blues     | ?             | ?            | 5. März 1991  | Während der Sendung kommt Bob Ross nicht mehr dazu das Bild zu signieren. |
| Bob malt einen winterlichen See mit verschneiten Bäumen am Ufer. Im Hintergrund sieht man Berge unter blauem Wolkenhimmel. |           |                      |               |              |               |                                                                           |
| 284 | 11        | Pastel Seascape      | ?             | Tierfilm     | 12. März 1991 | Während der Sendung kommt Bob Ross nicht mehr dazu das Bild zu signieren. |
| Bob malt ein Oval mit einem Meeresblick vom Strand, an dem sich auch ein Felsen befindet. Über den Wolken am Horizont erstrahlt die gelbe Sonne und verbreitet ein spektrales Farbenmeer. (Zwischendurch wird ein kurzer Film mit Bob und einem Rehkitz gezeigt) |           |                      |               |              |               |                                                                           |
| 285 | 12        | Country Creek        | ?             | Tierfilm     | 19. März 1991 | Während der Sendung kommt Bob Ross nicht mehr dazu das Bild zu signieren. |
| Bob malt einen Bach, der durch einen dichten Wald fließt. (Zwischendurch wird ein kurzer Film gezeigt, in dem Bob ein schlafendes Hörnchen in der Hand hält.) |           |                      |               |              |               |                                                                           |
| 286 | 13        | Silent Forest        | ?             | ?            | 26. März 1991 | Während der Sendung kommt Bob Ross nicht mehr dazu das Bild zu signieren. |
| Bob malt einen Weg durch einen „ruhigen Wald“ mit hohen Bäumen. |           |                      |               |              |               |                                                                           |

### Staffel 23
| Nr. (ges.) | Nr. (St.) | Titel                     | Regie | Gäste    | Premiere USA | Signatur                                                                  |
| --- | --------- | ------------------------- | ----- | -------- | ------------ | ------------------------------------------------------------------------- |
| 287 | 1         | Frosty Winter Morning     | ?     | ?        | 1991         | Während der Sendung kommt Bob Ross nicht mehr dazu das Bild zu signieren. |
| Bob malt eine Hütte in verschneiter Landschaft an einem „frostigen Wintermorgen“. |           |                           |       |          |              |                                                                           |
| 288 | 2         | Forest Edge               | ?     | Tierfilm | 1991         | Bob Ross signiert das Bild links halb unten in Rot mit „Ross“             |
| Bob malt einen Weg am „Waldrand“ mit einem abgestorbenen Baum und viel grün. (Zwischendurch wird ein kurzer Film mit Bob und einem jungen Waschbär gezeigt.)                                 |           |                           |       |          |              |                                                                           |
| 289 | 3         | Mountain Ridge Lake       | ?     | ?        | 1991         | Während der Sendung kommt Bob Ross nicht mehr dazu das Bild zu signieren. |
| Bob malt einen „Bergkamm See“ mit baumbestandenen Wiesen und den Berggipfeln im Hintergrund.                                                                                                 |           |                           |       |          |              |                                                                           |
| 290 | 4         | Reflections of Gold       | ?     | ?        | 1991         | Bob Ross signiert das Bild unten mittig in Rot mit „Ross“                 |
| Bob malt einen Bach durch einen Wald. Das Licht der tiefen Sonne strahlt in „goldenen Reflexionen“ von den Wolken zurück in den Wald.                                                        |           |                           |       |          |              |                                                                           |
| 291 | 5         | Quiet Cove                | ?     | Tierfilm | 1991         | Während der Sendung kommt Bob Ross nicht mehr dazu das Bild zu signieren. |
| Bob malt einen Weg durch eine Wiese mit Büschen und Bäumen zu einer „stillen Bucht“ eines großen Sees. (Zwischendurch wird ein kurzer Film gezeigt mit Bob, seinem Sohn und einem Hörnchen.) |           |                           |       |          |              |                                                                           |
| 292 | 6         | River's Peace             | ?     | ?        | 1991         | Während der Sendung kommt Bob Ross nicht mehr dazu das Bild zu signieren. |
| Bob malt den „Frieden des Flusses“ als schöne ruhige Landschaft mit ruhig fließendem Gewässer                                                                                                |           |                           |       |          |              |                                                                           |
| 293 | 7         | At Dawn's Light           | ?     | ?        | 1991         | Während der Sendung kommt Bob Ross nicht mehr dazu das Bild zu signieren. |
| Bob malt „im Licht der Dämmerung“ einen Bachlauf mit Waldweg |           |                           |       |          |              |                                                                           |
| 294 | 8         | Valley Waterfall          | ?     | ?        | 1991         | Bob Ross signiert das Bild links halb unten in Rot mit „Ross“             |
| Bob malt einen Wasserfall vor einem schneebedeckten Berg |           |                           |       |          |              |                                                                           |
| 295 | 9         | Toward Day's End          | ?     | ?        | 1991         | Während der Sendung kommt Bob Ross nicht mehr dazu das Bild zu signieren. |
| Bob malt als „gegen Ende des Tages“ einen Bachlauf mit Hütte auf einer Wiese in einem Oval. Auf einer Seite ragen Bäume darüber hinaus.                                                      |           |                           |       |          |              |                                                                           |
| 296 | 10        | Falls in the Glen         | ?     | ?        | 1991         | Während der Sendung kommt Bob Ross nicht mehr dazu das Bild zu signieren. |
| Bob malt Wasserfälle in einem bewaldeten Tal – im Hintergrund ein angedeuteter Berg |           |                           |       |          |              |                                                                           |
| 297 | 11        | Frozen Beauty in Vignette | ?     | ?        | 1991         | Während der Sendung kommt Bob Ross nicht mehr dazu das Bild zu signieren. |
| Bob malt in „gefrorene Schönheit als Vignette“ eine Winterlandschaft mit Hütte, Teich und Bäumen auf einer Schneewiese                                                                       |           |                           |       |          |              |                                                                           |
| 298 | 12        | Crimson Tide              | ?     | ?        | 1991         | Während der Sendung kommt Bob Ross nicht mehr dazu das Bild zu signieren. |
| Bob malt ein dunkles Meer mit Strand und Klippe vor einem finsteren, stark bewölkten Himmel                                                                                                  |           |                           |       |          |              |                                                                           |
| 299 | 13        | Winter Bliss              | ?     | ?        | 1991         | Während der Sendung kommt Bob Ross nicht mehr dazu das Bild zu signieren. |
| Bob malt das „Winterglück“ in Form einer Winterlandschaft mit See vor Bergen im Oval |           |                           |       |          |              |                                                                           |

## 1992

### Staffel 24
| Nr. (ges.) | Nr. (St.) | Titel                     | Regie | Gäste      | Premiere USA | Signatur                                                                  |
| --- | --------- | ------------------------- | ----- | ---------- | ------------ | ------------------------------------------------------------------------- |
| 300 | 1         | Gray Mountain             | ?     | ?          | 1992         | Bob Ross signiert das Bild links unten in Rot mit „Ross“                  |
| Bob malt einen „grauen Berg“ hinter einem von Bäumen flankierten See                                                                   |           |                           |       |            |              |                                                                           |
| 301 | 2         | Wayside Pond              | ?     | ?          | 1992         | Während der Sendung kommt Bob Ross nicht mehr dazu das Bild zu signieren. |
| Bob malt einen „Teich am Wegesrand“ mit vielen Gewächsen und einem dichten Wald mit Nebelschleier                                      |           |                           |       |            |              |                                                                           |
| 302 | 3         | Teton Winter              | ?     | ?          | 1992         | Während der Sendung kommt Bob Ross nicht mehr dazu das Bild zu signieren. |
| Bob malt eine Scheune in einer Winterlandschaft mit Bäumen und einem Berg im Hintergrund                                               |           |                           |       |            |              |                                                                           |
| 303 | 4         | Little Home in the Meadow | ?     | ?          | 1992         | Während der Sendung kommt Bob Ross nicht mehr dazu das Bild zu signieren. |
| Bob malt eine Hütte als „kleines Zuhause auf der Wiese“ vor einem Wald                                                                 |           |                           |       |            |              |                                                                           |
| 304 | 5         | A Pretty Autumn Day       | ?     | ?          | 1992         | Während der Sendung kommt Bob Ross nicht mehr dazu das Bild zu signieren. |
| Bob malt „einen schönen Herbsttag“ an einem Bachlauf durch bewaldete Wiesen mit Bergen im Hintergrund                                  |           |                           |       |            |              |                                                                           |
| 305 | 6         | Mirrored Images           | ?     | ?          | 1992         | Während der Sendung kommt Bob Ross nicht mehr dazu das Bild zu signieren. |
| Bob malt „gespiegelte Bilder“ – Eine Reihe von Bergen und ein kleiner Wald spiegeln sich in der Fläche eines Sees                      |           |                           |       |            |              |                                                                           |
| 306 | 7         | Back-Country Path         | ?     | Tierfilm   | 1992         | Bob Ross signiert das Bild links unten in Rot mit „Ross“.                 |
| Bob malt einen breiten Weg durch Wildnis. In dieser Sendung wird ein kurzer Film gezeigt: Bob mit Hörnchen, offenbar bei ihm zu Hause. |           |                           |       |            |              |                                                                           |
| 307 | 8         | Graceful Waterfall        | ?     | ?          | 1992         | Bob Ross signiert das Bild links unten in Rot mit „Ross“                  |
| Bob malt einen „anmutigen Wasserfall“, der sich in einem Wald in einen kaskadenreichen Bach ergießt.                                   |           |                           |       |            |              |                                                                           |
| 308 | 9         | Icy Lake                  | ?     | Steve Ross | 1992         | Steve Ross signiert das Bild rechts unten in Rot                          |
| Bobs Sohn Steve malt ein Oval mit einem „vereisten See“ mit bewachsenem Ufer vor fernen Hügeln                                         |           |                           |       |            |              |                                                                           |
| 309 | 10        | Rowboat on the Beach      | ?     | ?          | 1992         | Bob Ross signiert das Bild unten mittig in Rot mit „Ross“                 |
| Bob malt ein „Ruderboot auf dem Strand“ in einem Oval                                                                                  |           |                           |       |            |              |                                                                           |
| 310 | 11        | Portrait of Winter        | ?     | ?          | 1992         | Während der Sendung kommt Bob Ross nicht mehr dazu das Bild zu signieren. |
| Bob malt als „Porträt des Winters“ eine verschneite Landschaft mit See vor einem Gebirge                                               |           |                           |       |            |              |                                                                           |
| 311 | 12        | The Footbridge            | ?     | ?          | 1992         | Während der Sendung kommt Bob Ross nicht mehr dazu das Bild zu signieren. |
| Bob malt eine „Fußgängerbrücke“ über einen kleinen Fluß mit Wiese, Bäumen und Geäst                                                    |           |                           |       |            |              |                                                                           |
| 312 | 13        | Snowbound Cabin           | ?     | ?          | 1992         | Während der Sendung kommt Bob Ross nicht mehr dazu das Bild zu signieren. |
| Bob malt eine „verschneite Hütte“ mit Nadelbaum in einer finsteren Schneelandschaft mit kahlem Baum                                    |           |                           |       |            |              |                                                                           |

### Staffel 25
| Nr. (ges.) | Nr. (St.) | Titel                  | Regie | Gäste      | Premiere USA | Signatur                                                                  |
| --- | --------- | ---------------------- | ----- | ---------- | ------------ | ------------------------------------------------------------------------- |
| 313 | 1         | Hide-A-Way Cove        | ?     | ?          | 1992         | Während der Sendung kommt Bob Ross nicht mehr dazu das Bild zu signieren. |
| Bob malt eine bewaldete „versteckte Bucht“ vor einem Gebirge |           |                        |       |            |              |                                                                           |
| 314 | 2         | Enchanted Falls Oval   | ?     | ?          | 1992         | Bob Ross signiert das Bild links unten mit „Ross“                         |
| Bob malt einen Wasserfall in einen Wald. Das Bild ist in Sepia gehalten |           |                        |       |            |              |                                                                           |
| 315 | 3         | Not Quite Spring       | ?     | ?          | 1992         | Während der Sendung kommt Bob Ross nicht mehr dazu das Bild zu signieren. |
| Bob malt in „nicht ganz Frühling“ einen Teich in noch verschneiter Landschaft vor einem Gebirge – rechts und links dichte Tannen |           |                        |       |            |              |                                                                           |
| 316 | 4         | Splashes of Autumn     | ?     | ?          | 1992         | Während der Sendung kommt Bob Ross nicht mehr dazu das Bild zu signieren. |
| Bob malt als „Herbstspritzer“ einen Bach der durch die herbstliche Wildnis fließt. |           |                        |       |            |              |                                                                           |
| 317 | 5         | Summer In The Mountain | ?     | Steve Ross | 1992         | ?                                                                         |
| Bobs Sohn Steve malt einen Fluss durch die Wildnis vor Bergen und bewölktem Himmel |           |                        |       |            |              |                                                                           |
| 318 | 6         | Oriental Falls         | ?     | ?          | 1992         | Während der Sendung kommt Bob Ross nicht mehr dazu das Bild zu signieren. |
| Bob malt einen Wasserfall in asiatischem Stil |           |                        |       |            |              |                                                                           |
| 319 | 7         | Autumn Palette         | ?     | Tierfilm   | 1992         | Bob Ross signiert das Bild links unten in Rot mit „Ross“                  |
| Bob malt als „Herbstpalette“ eine herbstlich gefärbte Landschaft mit verschiedenen Bäumen. Dazwischen wird ein Kurzfilm von Bob mit einem Fuchsbaby und einem Waschbären bei Carmen gezeigt.                                                  |           |                        |       |            |              |                                                                           |
| 320 | 8         | Cypress Swamp          | ?     | ?          | 1992         | Während der Sendung kommt Bob Ross nicht mehr dazu das Bild zu signieren. |
| Bob malt einen „Zypressensumpf“ mit Wasserflächen und Zypresseninseln vor blauem Himmel |           |                        |       |            |              |                                                                           |
| 321 | 9         | Downstream View        | ?     | Foto-Show  | 1992         | Während der Sendung kommt Bob Ross nicht mehr dazu das Bild zu signieren. |
| Bob malt einen Blick entlang eines mit Wiesen und verschiedenen Bäumen gesäumten steinigen Flusses – im Hintergrund Berge und blauer Himmel. In dieser Folge werden dazwischen Fotos gezeigt.                                                 |           |                        |       |            |              |                                                                           |
| 322 | 10        | Just Before the Storm  | ?     | ?          | 1992         | Während der Sendung kommt Bob Ross nicht mehr dazu das Bild zu signieren. |
| Bob malt ein Oval mit einem Meer und Wolken „kurz vor dem Sturm“. Links neben das Oval malt er zwei Palmen, die in das Bild hineinragen. |           |                        |       |            |              |                                                                           |
| 323 | 11        | Fisherman's Paradise   | ?     | Tierfilm   | 1992         | Während der Sendung kommt Bob Ross nicht mehr dazu das Bild zu signieren. |
| Bob malt als „Fischerparadies“ eine waldumsäumte Bucht mit im Wasser stehenden Fischerhütten. Das Bild hat einen Rand über den ein Zaun herausgemalt wird. Zwischendurch wird ein kurzer Tierfilm mit Paul und einem jungen Waschbär gezeigt. |           |                        |       |            |              |                                                                           |
| 324 | 12        | Desert Hues            | ?     | Tierfilm   | 1992         | Bob Ross signiert das Bild links unten in Rot mit „Ross“                  |
| Bob malt die „Wüstenfarben“ in einem Wüstenbild mit Kakteen, Sträuchern und Bergen. (Zwischendurch wird ein Tierfilm gezeigt mit Bob und einer Raubkatze)                                                                                     |           |                        |       |            |              |                                                                           |
| 325 | 13        | The Property Line      | ?     | ?          | 1992         | Bob Ross signiert das Bild links unten mit „Ross“                         |
| Bob malt die „Grundstücksgrenze“ auf einer Schneefläche neben Gestrüpp. Ein kahler knorziger Baum steht neben einem Zaun. |           |                        |       |            |              |                                                                           |

### Staffel 26
| Nr. (ges.) | Nr. (St.) | Titel                       | Regie | Gäste    | Premiere USA  | Signatur                                                                  |
| --- | --------- | --------------------------- | ----- | -------- | ------------- | ------------------------------------------------------------------------- |
| 326 | 1         | In the Stillness of Morning | ?     | ?        | 1. Dez. 1992  | Bob Ross signiert das Bild links unten in Braun mit „Ross“                |
| Bob malt „in der Morgenstille“ einen Bach, der in einen See mündet in einer grünen Baumlandschaft mit blauem Himmel.                                                                                         |           |                             |       |          |               |                                                                           |
| 327 | 2         | Delightful Meadow Home      | ?     | ?        | 8. Dez. 1992  | Während der Sendung kommt Bob Ross nicht mehr dazu das Bild zu signieren. |
| Bob malt ein „reizvolles Wiesen-Heim“. Das Bild zeigt eine Wiese am Waldrand auf der eine Hütte steht. |           |                             |       |          |               |                                                                           |
| 328 | 3         | First Snow                  | ?     | ?        | 15. Dez. 1992 | Während der Sendung kommt Bob Ross nicht mehr dazu das Bild zu signieren. |
| Bob malt eine Gebirgslandschaft mit einem See und Bergen dahinter |           |                             |       |          |               |                                                                           |
| 329 | 4         | Lake in the Valley          | ?     | Tierfilm | 22. Dez. 1992 | Während der Sendung kommt Bob Ross nicht mehr dazu das Bild zu signieren. |
| Bob malt einen See vor einem Gebirge. Das Motiv liegt hinter einem dichten Wald und ist wie durch einen Tunnel zu sehen. (Zwischendurch wird ein Tierfilm gezeigt mit Bob, zwei Freunden einem Panther-Baby) |           |                             |       |          |               |                                                                           |
| 330 | 5         | A Trace of Spring           | ?     | ?        | 29. Dez. 1992 | Während der Sendung kommt Bob Ross nicht mehr dazu das Bild zu signieren. |
| Bob malt „eine Spur von Frühling“ in eine schöne Landschaft mit einem Flusslauf und blauem Himmel |           |                             |       |          |               |                                                                           |
| 331 | 6         | An Arctic Winter Day        | ?     | ?        | 5. Jan. 1993  | Während der Sendung kommt Bob Ross nicht mehr dazu das Bild zu signieren. |
| Bob malt „einen arktischen Wintertag“ an einem See vor einem verschneiten Gebirge. Am linken Ufer steht eine Hütte in der winterlichen Landschaft.                                                           |           |                             |       |          |               |                                                                           |
| 332 | 7         | Snow Birch                  | ?     | Tierfilm | 1993          | Während der Sendung kommt Bob Ross nicht mehr dazu das Bild zu signieren. |
| Bob malt „Schneebirken“. Birken stehen vor dunklem Hintergrund an einem verschneiten See, in dem sie sich widerspiegeln. (Zwischendurch wird ein kurzer Tierfilm gezeigt, mit Bob und einer Eule.)           |           |                             |       |          |               |                                                                           |
| 333 | 8         | Early Autumn                | ?     | ?        | 1993          | Bob Ross signiert das Bild links unten in Rot mit „Ross“                  |
| Bob malt den „Frühherbst“ in einem Oval mit Bach durch eine Landschaft vor einem Berg und blauem Himmel. |           |                             |       |          |               |                                                                           |
| 334 | 9         | Tranquil Wooded Stream      | ?     | ?        | 1993          | Während der Sendung kommt Bob Ross nicht mehr dazu das Bild zu signieren. |
| Bob malt einen „ruhigen bewaldeten Bach“. Ein Bach mit felsigem Ufer fließt ruhig durch einen Wald – der Hintergrund ist neblig gelb.                                                                        |           |                             |       |          |               |                                                                           |
| 335 | 10        | Purple Mountain Range       | ?     | ?        | 1993          | Während der Sendung kommt Bob Ross nicht mehr dazu das Bild zu signieren. |
| Bob malt eine „Lila Bergkette“. Hinter einem Fluß durch Wiesen und Wälder ist eine violett gefärbte Bergkette vor blauem Himmel zu sehen.                                                                    |           |                             |       |          |               |                                                                           |
| 336 | 11        | Storm's a Comin'            | ?     | ?        | 1993          | Bob Ross signiert das Bild links unten in Rot mit „Ross“                  |
| Bob malt „der Sturm kommt“ in ein Oval. Welliges Meer tost um eine Landnase, massive Wolken ziehen darüber auf, aber die Vögel fliegen noch.                                                                 |           |                             |       |          |               |                                                                           |
| 337 | 12        | Sunset Aglow                | ?     | ?        | 1993          | Während der Sendung kommt Bob Ross nicht mehr dazu das Bild zu signieren. |
| Bob malt einen „glühenden Sonnenuntergang“ im wolkigen Himmel hinter Bergen. Davor ein See zwischen baumbestandenen Wiesen                                                                                   |           |                             |       |          |               |                                                                           |
| 338 | 13        | Evening at the Falls        | ?     | ?        | 1993          | Während der Sendung kommt Bob Ross nicht mehr dazu das Bild zu signieren. |
| Bob malt „Abend an den Fällen“. Das Nachtbild zeigt einen Wasserfall, der in einer hügeligen Waldlandschaft niedergeht.                                                                                      |           |                             |       |          |               |                                                                           |

## 1993

### Staffel 27
| Nr. (ges.) | Nr. (St.) | Titel                      | Regie         | Gäste       | Premiere USA  | Signatur                                                                      |
| --- | --------- | -------------------------- | ------------- | ----------- | ------------- | ----------------------------------------------------------------------------- |
| 339 | 1         | Twilight Beauty            | Sally Schenck | ?           | 2. März 1993  | Bob Ross signiert das Bild halb links unten in Rot mit „Ross“                 |
| Bob malt das Bild „Schönheit der Dämmerung“ als Oval auf schwarzem Hintergrund. Es zeigt einen See an einer Wiese in Waldlandschaft. Während das Motiv fast schwarz-weiß gemalt wird, zeigt der Himmel das Farbspiel der Dämmerung.             |           |                            |               |             |               |                                                                               |
| 340 | 2         | Angler's Haven             | Sally Schenck | ?           | 9. März 1993  | Bob Ross signiert das Bild halb links unten in Rot mit „Ross“                 |
| Bob malt einen ruhig fließenden Fluß durch ein Waldgebiet. Im Hintergrund ist ein Gebirge unter wolkig blauem Himmel zu sehen |           |                            |               |             |               |                                                                               |
| 341 | 3         | Rustic Winter Woods        | Sally Schenck | ?           | 16. März 1993 | Bob Ross signiert das Bild halb links unten in Rot mit „Ross“                 |
| Bob malt „rustikaler Winterwald“ mit knorrigen Bäumen, die blattlos in einem verschneiten Wald stehen. Gelbes Dämmerungslicht strahlt aus dem Hintergrund.                                                                                      |           |                            |               |             |               |                                                                               |
| 342 | 4         | Wilderness Falls           | Sally Schenck | ?           | 23. März 1993 | Während der Sendung kommt Bob Ross nicht mehr dazu das Bild zu signieren.     |
| Bob malt einen Wasserfall, der aus einem umwachsenen See in einen kleinen Fluß niederfällt. Im Hintergrund sind Berge unter einem farbigen Himmel zu sehen.                                                                                     |           |                            |               |             |               |                                                                               |
| 343 | 5         | Winter at the Farm         | Sally Schenck | ?           | 30. März 1993 | Bob Ross signiert das Bild links unten in Braun mit „Ross“                    |
| Bob mal einen „Winter auf dem Bauernhof“. Zwei Gebäude stehen auf einer verschneiten Ebene mit einem Zaun. Im Hintergrund sind Bäume schemenhaft zu sehen                                                                                       |           |                            |               |             |               |                                                                               |
| 344 | 6         | Daisies at Dawn            | Sally Schenck | ?           | 6. Apr. 1993  | Bob Ross signiert das Bild links unten in Rot mit „Ross“                      |
| Bob malt „Gänseblümchen im Morgengrauen“ auf einer Uferwiese eines Sees. Das ovale Bild zeigt eine Hütte mit Bäumen am See und zwischen den Bäumen im Hintergrund strahlt die gelbe Sonne durch den Morgennebel.                                |           |                            |               |             |               |                                                                               |
| 345 | 7         | A Spectacular View         | Sally Schenck | ?           | 13. Apr. 1993 | Während der Sendung kommt Bob Ross nicht mehr dazu das Bild zu signieren.     |
| Bob malt „eine spektakuläre Aussicht“. Hinter einer Wiesenkuppe mit einer Hütte unter Tannen sieht man ein bewaldetes Tal vor einem spektakulären Bergriesen. Im Hintergrund sind weitere Berge angedeutet und über allem ein bewölkter Himmel. |           |                            |               |             |               |                                                                               |
| 346 | 8         | Daybreak                   | Sally Schenck | ?           | 20. Apr. 1993 | Bob Ross signiert das Bild links unten in Rot mit „Ross“                      |
| Bob malt den „Tagesanbruch“ an einer Hütte auf einer verschneiten Wiese. Ein Zaun links und ein Baum rechts bereichern die Szenerie – im Hintergrund ist ein Wald zu sehen. Die Fenster der Hütte sind anscheinend beleuchtet.                  |           |                            |               |             |               |                                                                               |
| 347 | 9         | Island Paradise            | Sally Schenck | ?           | 27. Apr. 1993 | Während der Sendung kommt Bob Ross nicht mehr dazu das Bild zu signieren.     |
| Bob malt als „Inselparadies“ eine karge Meeres-Bucht mit Strand und einigen Palmen |           |                            |               |             |               |                                                                               |
| 348 | 10        | Sunlight in the Shadows    | Sally Schenck | Dana Jester | 4. Mai 1993   | Während der Sendung kommt Dana Jester nicht mehr dazu, das Bild zu signieren. |
| Dana malt einen Wald durch den ein Bach fließt. Das Bild wirkt von hinten beleuchtet und ist recht farblos gehalten. |           |                            |               |             |               |                                                                               |
| 349 | 11        | Splendor of a Snowy Winter | Sally Schenck | ?           | 11. Mai 1993  | Bob Ross signiert das Bild links unten in Braun mit „Ross“                    |
| Bob malt die „Pracht eines strengen Winters“. Eine Hütte in verschneiter Landschaft mit einigen Bäumen. Im Hintergrund sieht man schneebedeckte Berge unter mattem Himmel,                                                                      |           |                            |               |             |               |                                                                               |
| 350 | 12        | Forest River               | Sally Schenck | ?           | 18. Mai 1993  | Bob Ross signiert das Bild links unten in Rot mit „Ross“                      |
| Bob malt als „Waldfluss“ einen von Wiesen gesäumten Fluss durch einen dichten Wald |           |                            |               |             |               |                                                                               |
| 351 | 13        | Golden Glow of Morning     | Sally Schenck | ?           | 20. Mai 1993  | Bob Ross signiert das Bild links unten in Rot mit „Ross“                      |
| Bob malt den „goldenen Glanz des Morgens“ in Form eines Flusses durch eine baumbestandene Wildnis. Der Hintergrund ist farbig und spiegelt sich goldgelb im Wasser.                                                                             |           |                            |               |             |               |                                                                               |

### Staffel 28
| Nr. (ges.) | Nr. (St.) | Titel                   | Regie | Gäste      | Premiere USA  | Signatur                                                       |
| --- | --------- | ----------------------- | ----- | ---------- | ------------- | -------------------------------------------------------------- |
| 352 | 1         | Fisherman’s Trail       | ?     | ?          | 25. Mai 1993  | Bob Ross signiert das Bild links unten in Rot mit „Ross“       |
| Bob malt einen Ausschnitt eines Sees vor einem Gebirge – das Ganze auf einem gemalten Holzhintergrund                                              |           |                         |       |            |               |                                                                |
| 353 | 2         | A Warm Winter           | ?     | 1 Hörnchen | 1. Juni 1993  | Bob Ross signiert das Bild links halb unten in Rot mit „Ross“  |
| Bob malt ein Ausschnittbild – eine Winterlandschaft mit Hütte unter Bäumen vor Bergen, darüber roter Wolkenhimmel – Schnee liegt nur auf der Wiese |           |                         |       |            |               |                                                                |
| 354 | 3         | Under Pastel Skies      | ?     | 2 Hörnchen | 8. Juni 1993  | Bob Ross signiert das Bild links etwas unten in Rot mit „Ross“ |
| Bob malt eine Wiese mit Bäumen, dahinter einen See am Berg mit schönem Himmel, der von blau über rot bis gelb geht                                 |           |                         |       |            |               |                                                                |
| 355 | 4         | Golden Rays of Sunlight | ?     | ?          | 15. Juni 1993 | Bob Ross signiert das Bild links halb unten in Rot mit „Ross“  |
| Bob malt einen Wald mit blattlosem Geäst, durch das die blauen Sonnenstrahlen fallen                                                               |           |                         |       |            |               |                                                                |
| 356 | 5         | The Magic of Fall       | ?     | 1 Hörnchen | 22. Juni 1993 | Bob Ross signiert das Bild links halb unten in Rot mit „Ross“  |
| Nachdem er das Hörnchen gefüttert hat malt Bob eine herbstlich braune Landschaft mit Bäumen vor blauem Himmel                                      |           |                         |       |            |               |                                                                |
| 357 | 6         | Glacier Lake            | ?     | ?          | 29. Juni 1993 | Bob Ross signiert das Bild links halb unten in Rot mit „Ross“  |
| Bob malt eine mächtige vereiste Gebirgsklippe, davor ein Wald mit schmalem See oder Flusslauf                                                      |           |                         |       |            |               |                                                                |
| 358 | 7         | The Old Weathered Barn  | ?     | ?          | 6. Juli 1993  | Bob Ross signiert das Bild links unten in Rot mit „Ross“       |
| Bob malt eine alte Hütte mit Weg in einem herbstlichen Wald                                                                                        |           |                         |       |            |               |                                                                |
| 359 | 8         | Deep Forest Falls       | ?     | ?          | 13. Juli 1993 | Bob Ross signiert das Bild links unten in Rot mit „Ross“       |
| Bob malt ein ovales Bild mit einem düsteren Wasserfall in finsterem Wald                                                                           |           |                         |       |            |               |                                                                |
| 360 | 9         | Winter's Grace          | ?     | ?          | 20. Juli 1993 | Bob Ross signiert das Bild links unten in Rot mit „Ross“       |
| Bob malt eine bläuliche Winterlandschaft mit Schneewiese und Nadelbäumen                                                                           |           |                         |       |            |               |                                                                |
| 361 | 10        | Splendor of Autumn      | ?     | ?          | 27. Juli 1993 | Bob Ross signiert das Bild links unten in Rot mit „Ross“       |
| Bob malt einen See in einer parkähnlichen Landschaft mit gelbem Himmel                                                                             |           |                         |       |            |               |                                                                |
| 362 | 11        | Tranquil Seas           | ?     | ?          | 3. Aug. 1993  | Bob Ross signiert das Bild links unten in Rot mit „Ross“       |
| Bob malt ein Ausschnittbild – es zeigt das Meer mit Welle                                                                                          |           |                         |       |            |               |                                                                |
| 363 | 12        | Mountain Serenity       | ?     | ?          | 10. Aug. 1993 | Bob Ross signiert das Bild links halb unten in Rot mit „Ross“  |
| Bob malt einen verschneiten Spitzberg, davor eine Waldlandschaft mit Seeufer                                                                       |           |                         |       |            |               |                                                                |
| 364 | 13        | Home before Nightfall   | ?     | ?          | 17. Aug. 1993 | Bob Ross signiert das Bild links unten in Rot mit „Ross“       |
| Bob malt eine Hütte mit beleuchtetem Fenster auf einer Wiese vor einem herbstlichen Wald                                                           |           |                         |       |            |               |                                                                |

### Staffel 29
| Nr. (ges.) | Nr. (St.) | Titel                    | Regie | Gäste                    | Premiere USA  | Signatur                                                                          |
| --- | --------- | ------------------------ | ----- | ------------------------ | ------------- | --------------------------------------------------------------------------------- |
| 365 | 1         | Island in the Wilderness | ?     | ?                        | 24. Aug. 1993 | Bob Ross signiert das Bild links unten in Rot mit „Ross“                          |
| Bob malt eine „Insel in der Wildnis“ in einem bewaldeten See |           |                          |       |                          |               |                                                                                   |
| 366 | 2         | Autumn Oval              | ?     | ?                        | 31. Aug. 1993 | Bob Ross signiert das Bild links unten in Rot mit „Ross“                          |
| Bob malt ein „herbstliches Oval“ mit Büschen, Bäumen, Gewässer und Bergen |           |                          |       |                          |               |                                                                                   |
| 367 | 3         | Seasonal Progression     | ?     | 1 Vogel-Baby             | 7. Sep. 1993  | Bob Ross signiert das Bild links unten in Rot mit „Ross“                          |
| Bob malt ein Doppelbild. Es zeigt über beide Bilder einen See mit Wald vor einem Gebirgsmassiv. Dabei zeigt das linke Bild die Szenerie im Sommer, das Rechte im Winter. (Am Anfang hat Bob einen kleinen Vogel mit im Studio) |           |                          |       |                          |               |                                                                                   |
| 368 | 4         | Light at the Summit      | ?     | ?                        | 14. Sep. 1993 | Bob Ross signiert das Bild links unten in Rot mit „Ross“                          |
| Bob malt einen Weg der zwischen einigen Bäumen hindurch über eine Wiese führt. Im Hintergrund strahlt das „Licht auf dem Gipfel“ über eine Bergkuppe.                                                                          |           |                          |       |                          |               |                                                                                   |
| 369 | 5         | Countryside Barn         | ?     | ?                        | 21. Sep. 1993 | Während der Sendung kommt Bob Ross nicht mehr dazu das Bild zu signieren.         |
| Bob malt eine Hütte auf einer grünen Wiese. Links im Vordergrund steht ein Baumstamm, ein Weg führt zu der Hütte. Im Hintergrund sind Bäume und der Himmel erkennbar.                                                          |           |                          |       |                          |               |                                                                                   |
| 370 | 6         | Mountain Lake Fall       | ?     | Steve Ross               | 28. Sep. 1993 | Während der Sendung kommt Steve Ross nicht mehr dazu das Bild zu signieren.       |
| Steve malt einen See vor einem Gebirge. Im Vordergrund fließt ein kleiner Wasserfall in eine dunklere Wasserfläche am unteren Bildrand                                                                                         |           |                          |       |                          |               |                                                                                   |
| 371 | 7         | Cypress Creek            | ?     | ?                        | 5. Okt. 1993  | Während der Sendung kommt Bob Ross nicht mehr dazu das Bild zu signieren.         |
| Bob malt einen im Wasser stehenden Zypressenwald. |           |                          |       |                          |               |                                                                                   |
| 372 | 8         | Trapper's Cabin          | ?     | ?                        | 12. Okt. 1993 | Bob Ross signiert das Bild links unten in Rot mit „Ross“                          |
| Bob malt eine „Trapperhütte“ an einem See. Im Hintergrund sieht man Wälder und Berge. |           |                          |       |                          |               |                                                                                   |
| 373 | 9         | Storm on the Horizon     | ?     | ?                        | 19. Okt. 1993 | Während der Sendung kommt Bob Ross nicht mehr dazu das Bild zu signieren.         |
| Bob malt einen „Sturm am Horizont“ einer Küste mit starkem Wellengang. Am Strand steht eine Palme, am Horizont ziehen dunkle Wolken auf.                                                                                       |           |                          |       |                          |               |                                                                                   |
| 374 | 10        | Pot o'Posies             | ?     | Annette Kowalski         | 26. Okt. 1993 | Während der Sendung kommt Annette Kowalski nicht mehr dazu das Bild zu signieren. |
| Annette malt einen „Topf mit Sträusschen“ |           |                          |       |                          |               |                                                                                   |
| 375 | 11        | A Perfect Winter Day     | ?     | Instructors-Reunion-Film | 2. Nov. 1993  | Bob Ross signiert das Bild links unten in Rot mit „Ross“                          |
| Bob malt eine Hütte unter Bäumen in einer Winterlandschaft vor einem Gebirge- (Zwischendurch wird ein Film von einer JOP-Instructors-Reunion in Daytona Beach (FL) gezeigt.)                                                   |           |                          |       |                          |               |                                                                                   |
| 376 | 12        | Aurora's Dance           | ?     | ?                        | 9. Nov. 1993  | Bob Ross signiert das Bild links unten in Rot mit „Ross“                          |
| Bob malt den „Tanz des Polarlichts“ über eine nächtliche Schneelandschaft mit Hütte und Bäumen. |           |                          |       |                          |               |                                                                                   |
| 377 | 13        | Woodman's Retreat        | ?     | 1 Vogel-Baby             | 16. Nov. 1993 | Bob Ross signiert das Bild links unten in Rot mit „Ross“                          |
| Bob malt einen Fluss durch einen Wald vor einem Gebirge unter blauem Himmel – das Ganze auf einem gemalten Holzhintergrund. (Am Anfang der Sendung zeigt Bob einen kleinen Blauhäher auf seinem Finger)                        |           |                          |       |                          |               |                                                                                   |

### Staffel 30
| Nr. (ges.) | Nr. (St.) | Titel              | Regie | Gäste              | Premiere USA  | Signatur                                                                  |
| --- | --------- | ------------------ | ----- | ------------------ | ------------- | ------------------------------------------------------------------------- |
| 378 | 1         | Babbling Brook     | ?     | ?                  | 23. Nov. 1993 | Bob Ross signiert das Bild links unten in Rot mit „Ross“                  |
| Bob malt ein Oval mit einem „plätschernden Bach“ durch einen Wald |           |                    |       |                    |               |                                                                           |
| 379 | 2         | Woodgrain View     | ?     | ?                  | 30. Nov. 1993 | Bob Ross signiert das Bild rechts unten in Rot mit „Ross“                 |
| Bob malt einen See an bewaldeten Hängen vor einem Gebirge. Das Bild ist eine Vignette auf einem marmorierten Hintergrund. Ein Baum ragt über Hintergrund und Bild hinaus und verbindet die beiden dadurch.                                                                                   |           |                    |       |                    |               |                                                                           |
| 380 | 3         | Winter's Peace     | ?     | Tierfilm           | 7. Dez. 1993  | Während der Sendung kommt Bob Ross nicht mehr dazu das Bild zu signieren. |
| Bob malt als „Winter-Frieden“ eine verschneite Landschaft mit einer Hütte und einigen Bäumen. Der Himmel zeigt die Farben der Dämmerung. (Zwischendurch wird ein kurzer Tierfilm mit Bob und einem Hörnchen gezeigt.)                                                                        |           |                    |       |                    |               |                                                                           |
| 381 | 4         | Wilderness Trail   | ?     | Tierfilm           | 14. Dez. 1993 | Bob Ross signiert das Bild rechts unten in Rot mit „Ross“                 |
| Bob malt einen „Weg durch die Wildnis“ eines Waldes (Zwischendurch wird ein kurzer Film mit Bob und einem Hörnchen-Baby gezeigt) |           |                    |       |                    |               |                                                                           |
| 382 | 5         | A Copper Winter    | ?     | ?                  | 21. Dez. 1993 | Bob Ross signiert das Bild links unten in Rot mit „Ross“                  |
| Bob malt einen Nadelbaum am Seeufer, umgeben von kupferroten Sträuchern. Die Erde scheint mit Schnee bedeckt zu sein. |           |                    |       |                    |               |                                                                           |
| 383 | 6         | Misty Foothills    | ?     | ?                  | 28. Dez. 1993 | Bob Ross signiert das Bild links unten in Braun mit „Ross“                |
| Bob malt „neblige Vorberge“ vor ein Gebirge unter wolkigem Himmel. Davor ein Nadelbaumbestandener See mit einer grünen Wiese. |           |                    |       |                    |               |                                                                           |
| 384 | 7         | Through the Window | ?     | ?                  | 4. Jan. 1994  | Bob Ross signiert das Bild links unten in Rot mit „Ross“                  |
| Bob malt eine Winterlandschaft, die durch eine am Ende des Malens entfernte Klebefolie wie „durch das Fenster“ zu sehen ist. |           |                    |       |                    |               |                                                                           |
| 385 | 8         | Home in the Valley | ?     | Nachtfalken-Junges | 11. Jan. 1994 | Bob Ross signiert das Bild links unten in Rot mit „Ross“                  |
| Bob malt eine idyllische Hütte mit einem Teich auf einer Wiese mit Bäumen. Der Himmel ist blau und leicht bewölkt. (Zu Beginn der Sendung zeigt Bob einen jungen Nachtfalken.) |           |                    |       |                    |               |                                                                           |
| 386 | 9         | Mountains of Grace | ?     | Steve Ross         | 18. Jan. 1994 | Steve Ross signiert sein Bild nicht.                                      |
| Steve Ross malt einen Fluss durch eine Wildnis. Im Hintergrund sieht man Berge. |           |                    |       |                    |               |                                                                           |
| 387 | 10        | Seaside Harmony    | ?     | Tierfilm           | 25. Jan. 1994 | Bob Ross signiert das Bild links unten in Rot mit „Ross“                  |
| Bob malt die „Harmonie am Meer“ mit einem prächtigen Wolkenhimmel über einem bewegten Meer. Links sieht man einen Felsen, an den eine Welle bricht. (Zwischendurch wird ein kurzer Film mit Bob und einem Hörnchen gezeigt.)                                                                 |           |                    |       |                    |               |                                                                           |
| 388 | 11        | A Cold Spring Day  | ?     | 2 Hörnchen         | 1. Feb. 1994  | Bob Ross signiert das Bild links unten in Rot mit „Ross“                  |
| Bob malt einen Fluss mit Uferweg in der Wildnis vor einem schneebedeckten Gebirge. (Zu Beginn der Sendung zeigt Bob zwei Hörnchen, die während des Malens in seiner Brusttasche bleiben. Im Abspann ist statt des gemalten Bildes ein Hörnchen zu sehen, das aus seiner Brusttasche schaut.) |           |                    |       |                    |               |                                                                           |
| 389 | 12        | Evening’s Glow     | ?     | Tier-Clip          | 8. Feb. 1994  | Bob Ross signiert das Bild links unten in Rot mit „Ross“                  |
| Bob malt eine Hütte auf einer Hangwiese in einem Flusstal. Am Himmel steht die glühende Abendsonne. (Zwischendurch ist ein kurzer Clip von einem Hörnchen in Bob’s Brusttasche zu sehen) |           |                    |       |                    |               |                                                                           |
| 390 | 13        | Blue Ridge Falls   | ?     | ?                  | 15. Feb. 1994 | Bob Ross signiert das Bild links unten in Rot mit „Ross“                  |
| Bob malt einen Wasserfall, der in einer waldreichen Landschaft vor einem bewaldeten Berg nieder geht. |           |                    |       |                    |               |                                                                           |

## 1994

### Staffel 31
| Nr. (ges.) | Nr. (St.) | Titel                  | Regie | Gäste      | Premiere USA  | Signatur                                                                  |
| --- | --------- | ---------------------- | ----- | ---------- | ------------- | ------------------------------------------------------------------------- |
| 391 | 1         | Reflections of Calm    | ?     | ?          | 22. Feb. 1994 | Während der Sendung kommt Bob Ross nicht mehr dazu das Bild zu signieren. |
| Bob malt einen See mit bewaldetem Ufer. Hinter dem See sieht man Berge unter blauem Himmel, die sich im Wasser des Sees widerspiegeln.                                                                                |           |                        |       |            |               |                                                                           |
| 392 | 2         | Before the Snowfall    | ?     | Tierfilm   | 1. März 1994  | Bob Ross signiert das Bild links unten in Rot mit „Ross“                  |
| Bob malt eine verschneite Landschaft mit einer Hütte am Bach. Am Himmel und Wald dahinter braut sich anscheinend was zusammen. (Zwischendurch wird ein kurzer Hörnchen-Film gezeigt.)                                 |           |                        |       |            |               |                                                                           |
| 393 | 3         | Winding Stream         | ?     | ?          | 8. März 1994  | Bob Ross signiert das Bild links unten in Rot mit „Ross“                  |
| Bob malt einen Weg durch eine Wiesenlandschaft mit Bäumen an beiden Seiten. Inder Ferne verliert sich die Landschaft in fernen Bergen und dem Himmel.                                                                 |           |                        |       |            |               |                                                                           |
| 394 | 4         | Tranquility Cove       | ?     | ?          | 15. März 1994 | Während der Sendung kommt Bob Ross nicht mehr dazu das Bild zu signieren. |
| Bob malt die „Ruhebucht“ an einen See in parkähnlicher Landschaft. |           |                        |       |            |               |                                                                           |
| 395 | 5         | Cabin in the Hollow    | ?     | Tierfilm   | 22. März 1994 | Bob Ross signiert das Bild links unten in Rot mit „Ross“                  |
| Bob malt ein Oval mit einer Winterlandschaft – eine Hütte auf verschneiter Wiese am Bachlauf. Im Hintergrund ein Wald mit magenta und blauer Färbung. (Zwischendurch wird ein kurzer Film mit einem Hörnchen gezeigt) |           |                        |       |            |               |                                                                           |
| 396 | 6         | View from Clear Creek  | ?     | ?          | 29. März 1994 | Bob Ross signiert das Bild links unten in Rot mit „Ross“                  |
| Bob malt einen „Blick vom klaren Bach“ auf eine hügelige Wiesenlandschaft vor angedeuteten Bergen |           |                        |       |            |               |                                                                           |
| 397 | 7         | Bridge to Autumn       | ?     | ?          | 5. Apr. 1994  | Bob Ross signiert das Bild links unten in Rot mit „Ross“                  |
| Bob malt eine „Brücke zum Herbst“. Die Brücke führt von einer grünen Wiese über einen Fluss zu einem Wald, der in herbstlichen Farben erstrahlt.                                                                      |           |                        |       |            |               |                                                                           |
| 398 | 8         | Trail’s End            | ?     | Foto-Show  | 12. Apr. 1994 | Bob Ross signiert das Bild links unten in Rot mit „Ross“                  |
| Bob malt ein Oval mit dem „Ende des Weges“ in einer herbstlichen Landschaft neben einem abgestorbener Baum. (Zwischendurch werden Kollagen mit eingesandten Zuschauerbildern gezeigt)                                 |           |                        |       |            |               |                                                                           |
| 399 | 9         | Evergreen Valley       | ?     | Tierfilm   | 19. Apr. 1994 | Während der Sendung kommt Bob Ross nicht mehr dazu das Bild zu signieren. |
| Bob malt eine grüne baumbestandene Wiese. Im Hintergrund sieht man ein verschneites Gebirge, hinter dem das Sonnenrot leuchtet. (Zwischendurch wird ein kurzer Film mit Bob und einem Hörnchen gezeigt.)              |           |                        |       |            |               |                                                                           |
| 400 | 10        | Balmy Beach            | ?     | ?          | 26. Apr. 1994 | Bob Ross signiert das Bild links unten in Rot mit „Ross“                  |
| Bob malt ein Bild in Muschelform. Es zeigt einen Strand mit brechenden Wellen, im Hintergrund einen dunkel bewölkten Himmel.                                                                                          |           |                        |       |            |               |                                                                           |
| 401 | 11        | Lake at the Ridge      | ?     | Steve Ross | 3. Mai 1994   | Steve Ross signiert sein Bild nicht.                                      |
| Bobs Sohn Steve malt einen See vor einer Bergkulisse unter finster bewölktem Himmel. |           |                        |       |            |               |                                                                           |
| 402 | 12        | In the Midst of Winter | ?     | ?          | 10. Mai 1994  | Bob Ross signiert das Bild links unten in Rot mit „Ross“                  |
| Bob malt eine Hütte „mitten im Winter“ in einer verschneiten Landschaft mit Bäumen und bedecktem Himmel. |           |                        |       |            |               |                                                                           |
| 403 | 13        | Wilderness Day         | ?     | Tierfilm   | 17. Mai 1994  | Bob Ross signiert das Bild links unten in Rot mit „Ross“                  |
| Bob malt eine grüne Wildnis auf einer schwarz-weiß vorgemalten Leinwand. (Zwischendurch wird ein kurzer Film mit Bob und einem Hörnchen gezeigt.)                                                                     |           |                        |       |            |               |                                                                           |